# Attività extraveicolari della Stazione Spaziale Internazionale
Le attività extraveicolari della Stazione Spaziale Internazionale sono eventi fondamentali per la costruzione e manutenzione della Stazione orbitale. Le attività extraveicolari (EVA) vengono svolte per installare nuovi componenti della Stazione Spaziale Internazionale (ISS), ricablare sistemi, moduli ed equipaggiamento, e per monitorare, installare e recuperare esperimenti scientifici. A causa della complessità della costruzione di una stazione nello spazio, le agenzie spaziali addestrano approfonditamente gli astronauti, preparandoli ad affrontare imprevisti durante le attività extraveicolari, insegnando loro come assemblare strumenti e attrezzature speciali e coordinando con attenzione ogni attività durante le attività all'esterno della Stazione. Dal 1998 al 2011, 37 missioni Shuttle sono state svolte per assemblare, consegnare hardware e iniziare la ricerca scientifica a bordo della Stazione.
La prima EVA per l'assemblaggio della Stazione è avvenuta il 7 dicembre 1998, dopo che a novembre 1998 era stato lanciato il primo modulo, Zarja. Durante questa prima EVA sono stati collegati i cavi elettrici tra il modulo russo Zarja e quello americano Unity. L'attività extraveicolare più lunga è stata svolta l’11 marzo 2001 da Susan Helms e James Voss quando, dopo aver completato l'EVA, sono tornati all'airlock in attesa del completamento delle operazioni robotiche. La durata è stata di 8 ore e 56 minuti. Al 31 dicembre 2022 sono state svolte 257 attività extraveicolari per assemblare la ISS, per un totale di 1631 ore e 31 minuti, di cui 28 svolte dall'airlock dello Space Shuttle, 52 dal modulo Pirs, 11 dal modulo Poisk e 2 IVA dal Modulo di trasferimento di Zvezda. Le attività extraveicolari gestite dalla NASA e che non sono condotte durante una missione Space Shuttle sono designate "US EVA", mentre quelle gestite dall'agenzia spaziale russa sono designate "VKD", acronimo che significa attività extraveicolare (in russo внекорабельная деятельность?, vnekorabel'naâ deâtel'nost').
* indica le attività extraveicolari svolte dal modulo Pirs con le tute russe Orlan.

** indica le attività extraveicolari svolte dal modulo Poisk con le tute russe Orlan.

† indica le attività extraveicolari svolte dall'airlock dello Space Shuttle.

‡ indica le attività intraveicolari svolte nel modulo Zvezda.

Tutte le altre attività extraveicolari sono svolte dall'airlock Quest.

## 1998
|    | Missione      | Astronauti | Inizio (UTC)           | Fine (UTC)             | Durata            |
| 1. | STS-88 EVA 1† | Jerry Lynn Ross James Newman                                                                                                | 7 dicembre 1998 22:10  | 8 dicembre 1998 05:31  | 7 ore e 21 minuti |
| 1. | STS-88 EVA 1† | Connessione dei cavi di alimentazione e dei dati tra il modulo Unity e il modulo Zarja. Installazione di corrimano esterni. |                        |                        |                   |
| 2. | STS-88 EVA 2† | Jerry Lynn Ross James Newman                                                                                                | 9 dicembre 1998 20:33  | 10 dicembre 1998 03:35 | 7 ore e 2 minuti  |
| 2. | STS-88 EVA 2† | Installazione di due antenne in banda S sul modulo Unity.                                                                   |                        |                        |                   |
| 3. | STS-88 EVA 3† | Jerry Lynn Ross James Newman                                                                                                | 12 dicembre 1998 20:33 | 13 dicembre 1998 03:32 | 6 ore e 59 minuti |
| 3. | STS-88 EVA 3† | Installazione di un corrimano sul modulo Zarja. Ispezione fotografica della stazione.                                       |                        |                        |                   |

## 1999
|    | Missione      | Astronauti | Inizio (UTC)         | Fine (UTC)           | Durata            |
| 4. | STS-96 EVA 1† | Tamara Jernigan Daniel Barry | 30 maggio 1999 02:56 | 30 maggio 1999 10:51 | 7 ore e 55 minuti |
| 4. | STS-96 EVA 1† | Installazione di due gru. Installazione di due sistemi di fissaggio dei piedi. Installazione di tre contenitori contenenti strumenti per le future attività extraveicolari. Ispezione di due antenne sul modulo Unity. |                      |                      |                   |

## 2000
|     | Missione       | Astronauti | Inizio (UTC)            | Fine (UTC)              | Durata            |
| 5.  | STS-101 EVA 1† | James Voss Jeffrey Williams | 22 maggio 2000 01:48    | 22 maggio 2000 08:32    | 6 ore e 44 minuti |
| 5.  | STS-101 EVA 1† | Ispezione di una gru statunitense, chiamata Orbital Replacement Unit Transfer Device e completamento dell'installazione della gru Strela russa. Sostituzione di una antenna malfunzionante sul modulo Unity. Installazione di corrimano. |                         |                         |                   |
|     |                | |                         |                         |                   |
| 6.  | STS-106 EVA 1† | Edward Lu Jurij Malenčenko | 11 settembre 2000 04:47 | 11 settembre 2000 11:01 | 6 ore e 14 minuti |
| 6.  | STS-106 EVA 1† | Completamento delle connessioni tra i moduli Zvezda e Zarja, tra cui i collegamenti elettrici che permettono la condivisione della potenza elettrica nella stazione e le trasmissioni video e dei dati, oltre ad una connessione a fibra ottica per la telemetria. |                         |                         |                   |
|     |                | |                         |                         |                   |
| 7.  | STS-92 EVA 1†  | Leroy Chiao William McArthur | 15 ottobre 2000 14:27   | 15 ottobre 2000 20:55   | 6 ore e 28 minuti |
| 7.  | STS-92 EVA 1†  | Connessione di cavi per l'alimentazione dei riscaldatori sul segmento Z1. Spostamento di due antenne per le telecomunicazioni e installazione di un contenitore per strumenti per le future attività extraveicolari. |                         |                         |                   |
| 8.  | STS-92 EVA 2†  | Michael López-Alegría Peter Wisoff | 16 ottobre 2000 14:15   | 16 ottobre 2000 21:22   | 7 ore e 7 minuti  |
| 8.  | STS-92 EVA 2†  | Installazione del Pressurized Mating Adapter-3 (PMA)-3 sul modulo Unity e preparazione del segmento Z1 per l'installazione dei pannelli solari, trasportati nella missione STS-97. |                         |                         |                   |
| 9.  | STS-92 EVA 3†  | Leroy Chiao William McArthur | 17 ottobre 2000 14:30   | 17 ottobre 2000 21:18   | 6 ore e 48 minuti |
| 9.  | STS-92 EVA 3†  | Installazione di convertitori DC-DC sul segmento Z1. Completamento delle connessioni tra il segmento Z1 e il Pressurized Mating Adapter-3 (PMA)-3. Installazione di un contenitore per stivare strumenti da usare nelle attività extraveicolari. |                         |                         |                   |
| 10. | STS-92 EVA 4†  | Michael López-Alegría Peter Wisoff | 18 ottobre 2000 15:00   | 18 ottobre 2000 21:56   | 6 ore e 56 minuti |
| 10. | STS-92 EVA 4†  | Rimozione di un Grapple Fixture sul segmento Z1. Installazione di un componente che fornisce alimentazione elettrica al modulo Destiny. Dimostrazione del sistema Simplified Aid for EVA Rescue (SAFER), un jet pack di emergenza installato sulla tuta spaziale che permette agli astronauti di spostarsi. Il dispositivo è progettato per essere utilizzato nel caso in cui un astronauta perda l'aggancio con il cavo di sicurezza. |                         |                         |                   |
|     |                | |                         |                         |                   |
| 11. | STS-97 EVA 1†  | Joseph Tanner Carlos Noriega | 4 dicembre 2000 18:35   | 4 dicembre 2000 02:08   | 7 ore e 33 minuti |
| 11. | STS-97 EVA 1†  | Connessione tra il segmento P6 e il Z1. Preparazione del dispiegamento dei pannelli solari. |                         |                         |                   |
| 12. | STS-97 EVA 2†  | Joseph Tanner Carlos Noriega | 5 dicembre 2000 17:21   | 5 dicembre 2000 23:58   | 6 ore e 37 minuti |
| 12. | STS-97 EVA 2†  | Connessione dei cavi di alimentazione e dati e delle tubature contenenti ammoniaca per il sistema di controllo termico dei pannelli solari del segmento P6. Spostamento di una antenna in banda S. Attività preparatorie per l'arrivo futuro del modulo Destiny. |                         |                         |                   |
| 13. | STS-97 EVA 3†  | Joseph Tanner Carlos Noriega | 7 dicembre 2000 16:13   | 7 dicembre 2000 21:23   | 5 ore e 10 minuti |
| 13. | STS-97 EVA 3†  | Installazione di uno strumento chiamato Floating Potential Probe sul segmento P6 per la misurazione del campo elettromagnetico nei pressi della stazione spaziale. Riparazione del meccanismo di dispiegamento del pannello solare del segmento P6. |                         |                         |                   |

## 2001
|     | Missione                   | Astronauti | Inizio (UTC)           | Fine (UTC)             | Durata            |
| 14. | STS-98 EVA 1†              | Thomas Jones Robert Curbeam | 10 febbraio 2001 15:50 | 10 febbraio 2001 23:24 | 7 ore e 34 minuti |
| 14. | STS-98 EVA 1†              | Inizio delle attività per l'installazione del modulo Destiny. Rimozione delle coperture protettive e disconnessione delle connessioni dell'alimentazione e del sistema di raffreddamento tra il modulo Destiny e lo Space Shuttle Atlantis. Dopo il suo trasferimento dalla stiva di carico dello Space Shuttle, il modulo Destiny è stato collegato al modulo Unity. Gli astronauti hanno completato le connessioni elettriche, dei dati e delle tubature per il sistema di raffreddamento. |                        |                        |                   |
| 15. | STS-98 EVA 2†              | Thomas Jones Robert Curbeam | 12 febbraio 2001 15:59 | 12 febbraio 2001 22:49 | 6 ore e 50 minuti |
| 15. | STS-98 EVA 2†              | Installazione del Pressurized Mating Adapter-2 (PMA-2) per i futuri attracchi dello Shuttle sul modulo Destiny. Installazione di coperture isolanti. Installazione di corrimano e di un aggancio per un futuro braccio robotico sul modulo Destiny. Connessione di cavi di alimentazioe e dati tra il PMA e il modulo Destiny. |                        |                        |                   |
| 16. | STS-98 EVA 3†              | Thomas Jones Robert Curbeam | 14 febbraio 2001 14:48 | 14 febbraio 2001 20:13 | 5 ore e 25 minuti |
| 16. | STS-98 EVA 3†              | Installazione di una antenna per le telecomunicazioni. Controllo delle connessioni tra il modulo Destiny e il Pressurized Mating Adapter-2. Installazione di un radiatore per i sistema di raffreddamento. Ispezione delle connessioni con il pannello solare. Questa è stata la 100° attività extraveicolare statunitense. "Questo traguardo, questo anniversario d'oro, per così dire, è un omaggio a tutte le persone che hanno condotto delle attività extraveicolari e tutte le persone che hanno progettato le tute spaziali Gemini, Apollo, Skylab e Shuttle.", ha commentato Curbeam, aggiungendo "noi tutti vi rendiamo onore e vi ringraziamo molto per il duro lavoro." |                        |                        |                   |
|     |                            | |                        |                        |                   |
| 17. | STS-102 EVA 1†             | James Voss Susan Helms | 11 marzo 2001 05:12    | 11 marzo 2001 14:08    | 8 ore e 56 minuti |
| 17. | STS-102 EVA 1†             | Attività preparative per lo spostamento del Pressurized Mating Adapter-3 (PMA-3) dal portello rivolto verso la Terra del modulo Unity sul lato opposto, in previsione dell'arrivo del Multi-Purpose Logistics Module Leonardo, costruito dall'Agenzia Spaziale Italiana. Installazione del Lab Cradle Assembly (LCA), che. Questa è stata l'attività extraveicolare più lunga tra quelle condotte in una missione Shuttle. |                        |                        |                   |
| 18. | STS-102 EVA 2†             | Andrew Thomas Paul Richards | 13 marzo 2001 05:23    | 13 marzo 2001 11:44    | 6 ore e 21 minuti |
| 18. | STS-102 EVA 2†             | Installazione di una External Stowage Platform e immagazzinamento nella stessa di una pompa di riserva per l'ammoniaca. Completamento delle connessioni per l'alimentazione e i comandi del braccio robotico Canadarm 2, installato nella successiva missione STS-100. |                        |                        |                   |
|     |                            | |                        |                        |                   |
| 19. | STS-100 EVA 1†             | Chris Hadfield Scott Parazynski | 22 aprile 2001 11:45   | 22 aprile 2001 18:55   | 7 ore e 10 minuti |
| 19. | STS-100 EVA 1†             | Installazione di una antenna UHF sul modulo Destiny. Installazione del braccio robotico Canadarm 2, con l'aiuto dell'astronauta Umberto Guidoni, al comando del braccio robotico dello Space Shuttle Endeavour. Connessione dei cavi di alimentazione e di comando del Canadarm 2. Hadfield è stato il primo astronauta canadese ad effettuare una attività extraveicolare. |                        |                        |                   |
| 20. | STS-100 EVA 2†             | Chris Hadfield Scott Parazynski | 24 aprile 2001 12:34   | 24 aprile 2001 20:14   | 7 ore e 40 minuti |
| 20. | STS-100 EVA 2†             | Connessione del Power Data Grapple Fixture, che fornisce alimentazione e dati al braccio robotico Canadarm 2, al modulo Destiny. Rimozione di una antenna per le telecomunicazioni obsoleta. Trasferimento di un Direct Current Switching Unit (DCSU) di riserva, un componente che invia l'alimentazione elettrica proveniente dalle batterie al sistema di distribuzione elettrica della stazione, su un contenitore esterno al modulo Destiny. |                        |                        |                   |
|     |                            | |                        |                        |                   |
| 21. | Expedition 2 EVA 1‡ VKD-1  | Jurij Usačëv James Voss | 8 giugno 2001 14:21    | 8 giugno 2001 14:40    | 0 ore e 19 minuti |
| 21. | Expedition 2 EVA 1‡ VKD-1  | Installazione di un supporto sul modulo Zvezda per l'aggancio del futuro modulo Pirs. Questa è stata una attività intraveicolare, condotta all'interno del compartimento di trasferimento del modulo Zvezda. |                        |                        |                   |
|     |                            | |                        |                        |                   |
| 22. | STS-104 EVA 1†             | Michael Landon Gernhardt James Reilly | 15 luglio 2001 03:10   | 15 luglio 2001 09:09   | 5 ore e 59 minuti |
| 22. | STS-104 EVA 1†             | Installazione del Joint Airlock sul modulo Unity. |                        |                        |                   |
| 23. | STS-104 EVA 2†             | Michael Landon Gernhardt James Reilly | 18 luglio 2001 03:04   | 18 luglio 2001 09:33   | 6 ore e 29 minuti |
| 23. | STS-104 EVA 2†             | Installazione di due serbatoi ad alta pressione, uno contenente azoto e l'altro ossigeno sul Joint Airlock. |                        |                        |                   |
| 24. | STS-104 EVA 3†             | Michael Landon Gernhardt James Reilly | 21 luglio 2001 04:35   | 21 luglio 2001 08:37   | 4 ore e 2 minuti  |
| 24. | STS-104 EVA 3†             | Prima attività extraveicolare condotta dal Joint Airlock. Installazione di un secondo serbatoio ad alta pressione di azoto e di un secondo serbatoio ad alta pressione di ossigeno sull'airlock. Questi serbatoi servono per ripressurizzare l'airlock e riempire i serbatoi delle tute spaziali. Ispezione del Gimbal Assembly, il componente che permette ai pannelli solari di ruotare per restare costantemente orientati verso il Sole. |                        |                        |                   |
|     |                            | |                        |                        |                   |
| 25. | STS-105 EVA 1†             | Daniel Barry Patrick Forrester | 16 agosto 2001 13:58   | 16 agosto 2001 20:14   | 6 ore e 16 minuti |
| 25. | STS-105 EVA 1†             | Installazione di un Early Ammonia Servicer, un componente che contiene una riserva di ammoniaca per il sistema di raffreddamento della stazione. Installazione del primo esperimento esterno della stazione, il Materials International Space Station Experiment(MISSE)-1 e 2. |                        |                        |                   |
| 26. | STS-105 EVA 2†             | Daniel Barry Patrick Forrester | 18 agosto 2001 13:42   | 18 agosto 2001 19:11   | 5 ore e 29 minuti |
| 26. | STS-105 EVA 2†             | Installazione di tubature per il riscaldamento e corrimano su entrambi i lati del modulo Destiny. |                        |                        |                   |
|     |                            | |                        |                        |                   |
| 27. | Expedition 3 EVA 1* VKD-2  | Vladimir Dežurov Michail Tjurin | 8 ottobre 2001 14:24   | 8 ottobre 2001 19:22   | 4 ore e 58 minuti |
| 27. | Expedition 3 EVA 1* VKD-2  | Installazione di cavi tra il modulo Pirs e il modulo Zvezda. Installazione di corrimano esterni e coperture isolanti. Installazione di una scala esterna per le future attività extraveicolari. Installazione di una gru Strela. |                        |                        |                   |
| 28. | Expedition 3 EVA 2* VKD-3  | Vladimir Dežurov Michail Tjurin | 15 ottobre 2001 09:17  | 15 ottobre 2001 15:08  | 5 ore e 51 minuti |
| 28. | Expedition 3 EVA 2* VKD-3  | Installazione degli esperimenti Micro-particle Capturer (MPAC) e Space Environment Exposure Device (SEEDS) sul modulo Pirs. |                        |                        |                   |
| 29. | Expedition 3 EVA 3* VKD-4  | Vladimir Dežurov Frank Culbertson | 12 novembre 2001 21:41 | 13 novembre 2001 02:46 | 5 ore e 5 minuti  |
| 29. | Expedition 3 EVA 3* VKD-4  | Connessione dei cavi sul modulo Pirs per il sistema di attracco automatico Kurs. Completamento dei controlli sulla gru Strela. Ispezione fotografica di un pannello solare sul modulo Zvezda, che non si era dispiegato completamente. |                        |                        |                   |
| 30. | Expedition 3 EVA 4* VKD-4a | Vladimir Dežurov Michail Tjurin | 3 dicembre 2001 13:20  | 3 dicembre 2001 16:06  | 2 ore e 46 minuti |
| 30. | Expedition 3 EVA 4* VKD-4a | Rimozione di una ostruzione sul portello di aggancio che impediva l'attracco della navetta Progress. |                        |                        |                   |
|     |                            | |                        |                        |                   |
| 31. | STS-108 EVA 1†             | Linda Godwin Daniel Tani | 10 dicembre 2001 17:52 | 10 dicembre 2001 22:04 | 4 ore e 12 minuti |
| 31. | STS-108 EVA 1†             | Installazione di pannelli isolanti sui due Beta Gimbal Assembly, giunti che permettono la rotazione dei pannelli solari della stazione in modo che siano sempre orientati verso il Sole. |                        |                        |                   |

## 2002
|     | Missione                    | Astronauti | Inizio (UTC)           | Fine (UTC)             | Durata            |
| 32. | Expedition 4 EVA 1* VKD-5   | Jurij Onufrienko Carl Walz | 14 gennaio 2002 20:59  | 15 gennaio 2002 03:02  | 6 ore e 03 minuti |
| 32. | Expedition 4 EVA 1* VKD-5   | Spostamento del braccio della gru Strela dal PMA-1 al compartimento di attracco del modulo Pirs. Installazione di una antenna per radioamatori all'estremità del modulo Zvezda. |                        |                        |                   |
| 33. | Expedition 4 EVA 2* VKD-6   | Jurij Onufrienko Daniel Bursch | 25 gennaio 2002 15:19  | 25 gennaio 2002 21:18  | 5 ore e 59 minuti |
| 33. | Expedition 4 EVA 2* VKD-6   | Installazione di quattro rivestimenti protettivi sui propulsori del modulo Zvezda. Installazione di una antenna per radioamatori. Installazione di quattro esperimenti scientifici. |                        |                        |                   |
| 34. | Expedition 4 EVA 3 US EVA-1 | Carl Walz Daniel Bursch | 20 febbraio 2002 11:38 | 20 febbraio 2002 17:25 | 5 ore e 47 minuti |
| 34. | Expedition 4 EVA 3 US EVA-1 | Test del Joint Airlock e preparazione del suo utilizzo per le quattro attività extraveicolari della missione STS-110. Questa attività extraveicolare è stata la prima condotta usando il Joint Airlock senza uno Space Shuttle attraccato alla stazione. |                        |                        |                   |
|     |                             | |                        |                        |                   |
| 35. | STS-110 EVA 1               | Steven Lee Smith Rex Walheim | 11 aprile 2002 14:36   | 11 aprile 2002 22:24   | 7 ore e 48 minuti |
| 35. | STS-110 EVA 1               | Inizio della attività per l'installazione del segmento S0 sul modulo Destiny. Installazione dei cavi relativi all'alimentazione e alle connessioni dati tra il segmento e il resto della stazione. Installazione di due supporti per fissare permanentemente il segmento. |                        |                        |                   |
| 36. | STS-110 EVA 2               | Jerry Lynn Ross Lee Morin | 13 aprile 2002 14:09   | 13 aprile 2002 21:39   | 7 ore e 30 minuti |
| 36. | STS-110 EVA 2               | Prosecuzione delle attività per l'installazione del segmento S0. Installazione dei cavi per l'alimentazione e le connessioni dati tra il segmento e il resto della stazione e installazione di altri due supporti per fissare permanentemente il segmento. |                        |                        |                   |
| 37. | STS-110 EVA 3               | Steven Lee Smith Rex Walheim | 14 aprile 2002 13:48   | 14 aprile 2002 20:15   | 6 ore e 27 minuti |
| 37. | STS-110 EVA 3               | Rilascio di un supporto temporaneo del segmento S0. Installazione di connettori per l'alimentazione del braccio robotico Canadarm 2. Rimozione dei fermagli di lancio del Canadarm 2 e rimozione di una copertura protettiva termica su un radiatore del Mobile Transporter. |                        |                        |                   |
| 38. | STS-110 EVA 4               | Jerry Lynn Ross Lee Morin | 16 aprile 2002 14:29   | 16 aprile 2002 21:06   | 6 ore e 37 minuti |
| 38. | STS-110 EVA 4               | Installazione di una struttura usata in futuro dagli astronauti per spostarsi dall'airlock al segmento S0. Installazione di corrimano. Installazione di una piattaforma esterna. |                        |                        |                   |
| 39. | STS-111 EVA 1               | Franklin Chang-Diaz Philippe Perrin | 9 giugno 2002 15:27    | 9 giugno 2002 22:41    | 7 ore e 14 minuti |
| 39. | STS-111 EVA 1               | Installazione di un Grapple Fixture sul segmento P6. Spostamento di coperture protettive dalla stiva di carico dello Space Shuttle Endeavour e installazione temporaneamente presso il PMA-1. Attività di preparazione dell'installazione del Mobile Base System (MBS) sul Mobile Transporter. |                        |                        |                   |
| 40. | STS-111 EVA 2               | Franklin Chang-Diaz Philippe Perrin | 11 giugno 2002 15:20   | 11 giugno 2002 20:20   | 5 ore             |
| 40. | STS-111 EVA 2               | Collegamento del Mobile Base System (MBS) al Mobile Transporter. Completamento delle connessioni dell'alimentazione dei dati e video, tra l'MBS e la stazione. |                        |                        |                   |
| 41. | STS-111 EVA 3               | Franklin Chang-Diaz Philippe Perrin | 13 giugno 2002 15:16   | 13 giugno 2002 22:33   | 7 ore e 17 minuti |
| 41. | STS-111 EVA 3               | Sostituzione del giunto robotico del polso del Canadarm 2. |                        |                        |                   |
|     |                             | |                        |                        |                   |
| 42. | Expedition 5 EVA 1* VKD-7   | Valerij Korzun Peggy Whitson | 16 agosto 2002 09:25   | 16 agosto 2002 13:48   | 4 ore e 23 minuti |
| 42. | Expedition 5 EVA 1* VKD-7   | Installazione di sei pannelli protettivi contro l'impatto dei micrometeoriti sul modulo Zvezda. Installazione di campioni di materiali sull'equipaggiamento dell'esperimento Kromka. |                        |                        |                   |
| 43. | Expedition 5 EVA 2* VKD-8   | Valerij Korzun Sergej Treščëv | 26 agosto 2002 05:27   | 26 agosto 2002 10:48   | 5 ore e 21 minuti |
| 43. | Expedition 5 EVA 2* VKD-8   | Installazione di una struttura all'esterno del modulo Zarja per immagazzinare componenti usati in future attività extraveicolari. Installazione di nuovi campioni per un esperimento dell'Agenzia Spaziale Giapponese situato sul modulo Zvezda. Installazione di dispositivi per facilitare il dispiegamento dei cavi nelle future attività. Installazione di due antenne per radioamatori sul modulo Zvezda. |                        |                        |                   |
|     |                             | |                        |                        |                   |
| 44. | STS-112 EVA 1               | David Wolf Piers Sellers | 10 ottobre 2002 15:21  | 10 ottobre 2002 22:22  | 7 ore e 1 minuto  |
| 44. | STS-112 EVA 1               | Rilascio dei fermagli di lancio dei radiatori del segmento S1. Completamento delle connessioni di alimentazione, dei dati e le tubazioni per i fluidi tra il segmento S1 e il segmento S0. Installazione del secondo sistema di telecomunicazioni in banda S. Installazione di una telecamera esterna. Rilascio dei fermagli di lancio del Crew and Equipment Translation Aid (CETA), un carrello per il trasporto degli astronauti e di componenti ed equipaggiamento che scorre lungo la struttura principale della stazione. |                        |                        |                   |
| 45. | STS-112 EVA 2               | David Wolf Piers Sellers | 12 ottobre 2002 14:31  | 12 ottobre 2002 20:35  | 6 ore e 4 minuti  |
| 45. | STS-112 EVA 2               | Installazione di una seconda telecamera. Rilascio di fermagli di lancio per i radiatori. Rimozione delle coperture isolanti sulla giunzione tra il segmento Z1 e il P6. Installazione di diversi Spool Positioning Devices (SPD) sulle connessioni delle tubature del sistema di raffreddamento contenenti ammoniaca. Questi dispositivi impediscono alle connessioni di bloccarsi. |                        |                        |                   |
| 46. | STS-112 EVA 3               | David Wolf Piers Sellers | 14 ottobre 2002 14:08  | 14 ottobre 2002 20:44  | 6 ore e 36 minuti |
| 46. | STS-112 EVA 3               | Connessione delle tubature per l'ammoniaca. Installazione di Spool Positioning Devices (SPD) su una pompa per l'ammoniaca del sistema di raffreddamento della stazione. |                        |                        |                   |
| 47. | STS-113 EVA 1               | Michael Lopez-Alegria John Herrington | 26 novembre 2002 19:49 | 27 novembre 2002 02:34 | 6 ore e 45 minuti |
| 47. | STS-113 EVA 1               | Inizio dell'installazione del segmento P1. Installazione delle connessioni elettriche tra il segmento P1 e l'S0. Installazione dei di Spool Positioning Devices (SPD). Rilascio di fermagli di lancio del Crew and Equipment Translation Aid (CETA). Installazione di una antenna del Wireless video system External Transceiver Assembly (WETA), un sistema di telecomunicazioni wireless usato per le telecamere montate nelle tute spaziali sul modulo Unity.                                                                |                        |                        |                   |
| 48. | STS-113 EVA 2               | Michael Lopez-Alegria John Herrington | 28 novembre 2002 18:36 | 29 novembre 2002 00:46 | 6 ore e 10 minuti |
| 48. | STS-113 EVA 2               | Installazione delle connessioni tra le tubature per i fluidi tra il segmento S0 e il P1. Installazione della seconda antenna del Wireless video system External Transceiver Assembly (WETA), sul segmento P1. Spostamento del Crew and Equipment Translation Aid (CETA) dal segmento P1 al segmento S1. |                        |                        |                   |
| 49. | STS-113 EVA 3               | Michael Lopez-Alegria John Herrington | 30 novembre 2002 19:25 | 1 dicembre 2002 02:25  | 7 ore             |
| 49. | STS-113 EVA 3               | Proseguimento delle attività relative all'installazione del segmento P1. Spostamento di una antenna UHF che aveva causato il blocco del movimento del Mobile Transporter. |                        |                        |                   |

## 2003
|     | Missione                    | Astronauti | Inizio (UTC)          | Fine (UTC)            | Durata            |
| 50. | Expedition 6 EVA 1 US EVA-2 | Kenneth Bowersox Donald Pettit | 15 gennaio 2003 12:50 | 15 gennaio 2003 19:41 | 6 ore e 51 minuti |
| 50. | Expedition 6 EVA 1 US EVA-2 | Proseguimento dell'attivazione del segmento P1. Rimozione dei fermagli di lancio del radiatore sul segmanto P1. Rimozione di detriti su un anello di tenuta del portello di attracco del modulo Unity. Test di un serbatoio di ammoniaca sul segmento P6.                                                               |                       |                       |                   |
| 51. | Expedition 6 EVA 2 US EVA-3 | Kenneth Bowersox Donald Pettit | 8 aprile 2003 12:40   | 8 aprile 2003 19:06   | 6 ore e 26 minuti |
| 51. | Expedition 6 EVA 2 US EVA-3 | Riconfigurazione dei cavi sui segmenti S0, S1 e P1. Sostituzione di un Power Control Module sul Mobile Transporter. Installazione di spool positioning devices sugli scambiatori di calore del modulo Destiny. Reinstallazione di una copertura di protezione termica su un Radiator Beam Valve Module sul segmento S1. |                       |                       |                   |

## 2004
|     | Missione                   | Astronauti | Inizio (UTC)           | Fine (UTC)             | Durata            |
| 52. | Expedition 8 EVA 1* VKD-9  | Michael Foale Aleksandr Kaleri | 26 febbraio 2004 21:17 | 27 febbraio 2004 01:12 | 3 ore e 55 minuti |
| 52. | Expedition 8 EVA 1* VKD-9  | Sostituzione dei contenitori relativi ai campioni di materiali per lo studio degli effetti dello spazio. Installazione dell'esperimento Matryoshka sul modulo Zvezda e rimozione dell'esperimento MPAC-SEEDS, dell'agenzia spaziale giapponese, per lo studio degli impatti di micrometeoriti. L'attività extraveicolare è stata interrotta a causa di un malfunzionamento al sistema di raffreddamento della tuta spaziale di Kaleri.                                                                     |                        |                        |                   |
| 53. | Expedition 9 EVA 1* VKD-9a | Gennadij Padalka Michael Fincke | 24 giugno 2004 21:56   | 24 giugno 2004 22:10   | 14 minuti         |
| 53. | Expedition 9 EVA 1* VKD-9a | L'attività extraveicolare è stata interrotta poco dopo il suo inizio a causa di un problema relativo alla pressione del serbatoio di ossigeno nella tuta spaziale di Finke. I responsabili di missione hanno rinviato l'attività al 30 giugno. |                        |                        |                   |
| 54. | Expedition 9 EVA 2* VKD-9b | Gennadij Padalka Michael Fincke | 30 giugno 2004 21:19   | 1 luglio 2004 02:59    | 5 ore e 40 minuti |
| 54. | Expedition 9 EVA 2* VKD-9b | Sostituzione di un Remote Power Controller (RPC) che ha avuto un malfunzionamento nell'aprile dello stesso anno e ha causato la perdita di alimentazione del giroscopio Control Moment Gyroscope-2 (CMG 2). |                        |                        |                   |
| 55. | Expedition 9 EVA 3* VKD-10 | Gennadij Padalka Michael Fincke | 3 agosto 2004 06:58    | 3 agosto 2004 11:28    | 4 ore e 30 minuti |
| 55. | Expedition 9 EVA 3* VKD-10 | Rimozione di retroriflettori laser dal modulo Zvezda e installazione di tre nuovi retroriflettori laser e un videometro, dedicati al sistema di attracco dell'Automated Transfer Vehicle (ATV). Installazione di due antenne e sostituzione del contenitore dell'esperimento SKK, per lo studio dell'esposizione allo spazio di materiali. Recupero degli esperimenti Platan-M e Kromka No.2. |                        |                        |                   |
| 56. | Expedition 9 EVA 4* VKD-11 | Gennadij Padalka Michael Fincke | 3 settembre 2004 16:43 | 3 settembre 2004 22:04 | 5 ore e 20 minuti |
| 56. | Expedition 9 EVA 4* VKD-11 | Sostituzione di un pannello di controllo per il sistema di raffreddamento del modulo Zarja. Installazione di quattro passacavi sui corrimano esterni del modulo Zarja. Installazione di tre antenne per le telecomunicazioni per il sistema di attracco dell'Automated Transfer Vehicle (ATV). Installazione di coperture protettive sui corrimano su un airlock del modulo Zvezda. Riprese fotografiche di un esperimento dell'Agenzia Spaziale Giapponese per lo studio degli impatti di micrometeoriti. |                        |                        |                   |

## 2005
|     | Missione                     | Astronauti | Inizio (UTC)          | Fine (UTC)            | Durata            |
| 57. | Expedition 10 EVA 1* VKD-12  | Leroy Chiao Saližan Šaripov | 26 gennaio 2005 07:43 | 26 gennaio 2005 13:11 | 5 ore e 28 minuti |
| 57. | Expedition 10 EVA 1* VKD-12  | Completamento dell'installazione della Universal Work Platform, installata sul componente sperimentale europeo chiamato Robotic Components Verification on ISS (Rokviss) e della relativa antenna, installata sull'esperimento russo Biorisk. Spostamento di un esperimento scientifico giapponese relativo allo studio dell'esposizione allo spazio di materiali. |                       |                       |                   |
| 58. | Expedition 10 EVA 2* VKD-13  | Leroy Chiao Saližan Šaripov | 28 marzo 2005 06:25   | 28 marzo 2005 10:55   | 4 ore e 30 minuti |
| 58. | Expedition 10 EVA 2* VKD-13  | Installazione dell'equipaggiamento relativo alla navigazione automatica e alle telecomunicazioni per il successivo arrivo dell'Automated Transfer Vehicle. Lancio di un nanosatellite russo. |                       |                       |                   |
|     |                              | |                       |                       |                   |
| 59. | STS-114 EVA 1†               | Soichi Noguchi Stephen Robinson | 30 luglio 2005 09:48  | 30 luglio 2005 17:36  | 6 ore e 50 minuti |
| 59. | STS-114 EVA 1†               | Dimostrazione delle tecniche di riparazione del scudo termico dello Space Shuttle. Installazione del cablaggio per una External Stowage Platform e reinstradamento dell'alimentazione per il giroscopio Control Moment Gyroscope-2 (CMG-2). Recupero di due esperimenti relativi allo studio degli effetti dello spazio sui materiali. Sostituzione di una antenna GPS malfunzionante. |                       |                       |                   |
| 60. | STS-114 EVA 2†               | Soichi Noguchi Stephen Robinson | 1 agosto 2005 08:42   | 1 agosto 2005 15:56   | 7 ore e 14 minuti |
| 60. | STS-114 EVA 2†               | Rimozione del Control Moment Gyroscope-1, un giroscopio malfunzionante dal segmento Z1 e spostamento dello stesso nella stiva di carico dello Space Shuttle Discovery. Installazione del giroscopio sostitutivo. |                       |                       |                   |
| 61. | STS-114 EVA 3†               | Soichi Noguchi Stephen Robinson | 3 agosto 2005 08:48   | 3 agosto 2005 14:49   | 6 ore e 1 minuto  |
| 61. | STS-114 EVA 3†               | Ispezione fotografica dello scudo termico dello Space Shuttle Discovery. Installazione dell'esperimento PCsat2 |                       |                       |                   |
|     |                              | |                       |                       |                   |
| 62. | Expedition 11 EVA 1* VKD-14  | Sergej Krikalëv John Lynch Phillips | 18 agosto 2005 19:02  | 19 agosto 2005 00:00  | 4 ore e 58 minuti |
| 62. | Expedition 11 EVA 1* VKD-14  | Recupero di uno dei tre contenitori dell'esperimento Biorisk, contenenti batteri esposti allo spazio, dal modulo Pirs. Recupero degli esperimenti MPAC, per la raccolta di micrometeriti e detriti spaziali, e Space Environment Exposure Device (SEED), dedicato allo studio di materiali esposti allo spazio. Recupero dell'esperimento Matroska, un manichino equipaggiato con dosimetri per la misurazione delle radiazioni. Installazione di una telecamera facente parte del sistema di attracco dell'Automated Transfer Vehicle (ATV). |                       |                       |                   |
| 63. | Expedition 12 EVA 1 US EVA-4 | William McArthur Valerij Tokarev | 7 novembre 2005 15:32 | 7 novembre 2005 20:54 | 5 ore e 22 minuti |
| 63. | Expedition 12 EVA 1 US EVA-4 | Installazione di una telecamera sul segmento P1, recupero di un Rotary Joint Motor Controller - RJMC, un componente elettronico malfunzionante. Espulsione di un esperimento chiamato Floating Potential Probe installato sul segmento P6, che aveva lo scopo di caratterizzare il campo elettrico nei pressi dei pannelli solari. sostituzione di un interruttore elettrico mailfunzionante chiamato Remote Power Control Module sul Mobile Transporter.                                                                                     |                       |                       |                   |

## 2006
|     | Missione                     | Astronauti | Inizio (UTC)            | Fine (UTC)              | Durata            |
| 64. | Expedition 12 EVA 2* VKD-15  | William McArthur Valerij Tokarev | 3 febbraio 2006 9:55    | 3 febbraio 2006 16:27   | 5 ore e 43 minuti |
| 64. | Expedition 12 EVA 2* VKD-15  | Lancio di SuitSat-1, una tuta spaziale Orlan contenente un trasmettitore radio, recupero di un esperimento Biorisk, riprese fotografiche di un sensore relativo ad un esperimento riguardate i micrometeoriti, spostamento di un adattatore per una piccola gru e fissaggio di un cavo ombelicale del Mobile Transporter. |                         |                         |                   |
| 65. | Expedition 13 EVA 1* VKD-16  | Pavel Vinogradov Jeffrey Williams | 1 giugno 2006 23:48     | 2 giugno 2006 06:19     | 6 ore e 31 minuti |
| 65. | Expedition 13 EVA 1* VKD-16  | Riparazione di uno sfiato per l'idrogeno appartenente all'unità Elektron, un sistema per la generazione di ossigeno. Recupero di un esperimento Biorisk e un dispositivo di controllo della contaminazione dal modulo Zvezda. Sostituzione di una telecamera malfunzionante sul braccio robotico Canadarm 2. |                         |                         |                   |
|     |                              | |                         |                         |                   |
| 66. | STS-121 EVA 1                | Piers Sellers Michael Fossum | 8 luglio 2006 13:17     | 8 luglio 2006 20:48     | 7 ore e 31 minuti |
| 66. | STS-121 EVA 1                | Reinstradamento di un cavo per i dati e l'alimentazione attraverso l'Interface Umbilical Assembly (IUA) sul lato zenith del segmento S0 in modo da spostare il carrello del Mobile Transporter e sostituire uno dei due Trailing Umbilical System, un cavo che è stato inavvertitamente tagliato in precedenza. Test dell'impiego dell'Orbiter Boom Sensor System (OBSS) assieme al braccio robotico Canadarm dello Space Shuttle come piattaforma per eventuali riparazioni dell'Orbiter. |                         |                         |                   |
| 67. | STS-121 EVA 2                | Piers Sellers Michael Fossum | 10 luglio 2006 12:14    | 10 luglio 2006 19:01    | 6 ore e 47 minuti |
| 67. | STS-121 EVA 2                | Ripristino della piena operatività del Mobile Transporter e immagazzinamento di una pompa di ricambio per il sistema di raffreddamento della stazione spaziale in una External Stowage Platform. |                         |                         |                   |
| 68. | STS-121 EVA 3                | Piers Sellers Michael Fossum | 12 luglio 2006 7:11     | 12 luglio 2006 13:31    | 7 ore e 11 minuti |
| 68. | STS-121 EVA 3                | Test di metodi e materiali per le eventuali riparazioni future di un Orbiter. In particolare, è stata impiegata una telecamera all'infrarosso per riprendere dei pannelli dello scudo termico sul bordo di entrata dell'ala dello Space Shuttle Discovery. Le immagini all'infrarosso potevano aiutare l'identificazione di eventuali danni ai pannelli. Nella stiva di carico del Discovery sono stati trasportati alcuni pannelli appositamente danneggiati. Gli astronauti hanno impiegato un materiale per la riparazione dei pannelli chiamato Non-Oxide Adhesive Exterimental (NOAX) e ripreso i pannelli riparati con la telecamera all'infrarosso. |                         |                         |                   |
|     |                              | |                         |                         |                   |
| 69. | Expedition 13 EVA 2 US EVA-5 | Jeffrey Williams Thomas Reiter | 3 agosto 2006 14:04     | 3 agosto 2006 19:58     | 5 ore e 54 minuti |
| 69. | Expedition 13 EVA 2 US EVA-5 | Installazione del Floating Potential Measurement Unit (FPMU), uno strumento per misurare la carica elettrica che può accumularsi sui pannelli solari e sulle superfici della stazione spaziale e causare scariche elettrostatiche. Installazione di due contenitori per gli esperimenti MISSE 3 e 4. Installazione di uno Spool Positioning Device (SPD) sul segmento S1. Sostituzione di una antenna GPS malfunzionante. Test di una telecamera all'infrarosso progettata per individuare eventuali danni i pannelli del sistema di protezione termica dello Space Shuttle. Ispezione e riprese fotografiche del portello del modulo Joint Airlock.       |                         |                         |                   |
|     |                              | |                         |                         |                   |
| 70. | STS-115 EVA 1                | Joe Tanner Heidemarie Stefanyshyn-Piper | 12 settembre 2006 10:17 | 12 settembre 2006 15:43 | 6 ore e 26 minuti |
| 70. | STS-115 EVA 1                | Inizio dell'installazione del segmento P3/P4 sulla stazione spaziale. Collegamento dei cavi di alimentazione, rimozione dei fermagli di lancio dei pannelli solari, del Beta Gimbal Assembly. Configurazione del Solar Alpha Rotary Joint (SARJ). |                         |                         |                   |
| 71. | STS-115 EVA 2                | Dan Burbank Steven MacLean | 13 settembre 2006 9:05  | 13 settembre 2006 16:16 | 7 ore e 11 minuti |
| 71. | STS-115 EVA 2                | Proseguimento dell'installazione del segmento P3/P4 e attivazione del Solar Alpha Rotary Joint (SARJ). |                         |                         |                   |
| 72. | STS-115 EVA 3                | Joe Tanner Heidemarie Stefanyshyn-Piper | 15 settembre 2006 10:00 | 15 settembre 2006 16:42 | 6 ore e 42 minuti |
| 72. | STS-115 EVA 3                | Installazione di un radiatore sul segmento P3/P4 e attivazione di un radiatore per i nuovi pannelli solari. Sostituzione di una antenna in banda S e installazione di una copertura isolante su un'altra antenna. Ripresa fototgrafica all'infrarosso delle ali dello Space Shuttle per testare l'efficacia della macchina fotografica nel rilevamento di danni. |                         |                         |                   |
|     |                              | |                         |                         |                   |
| 73. | Expedition 14 EVA 1* VKD-17  | Mikhail Tyurin Michael Lopez-Alegria | 23 novembre 2006 23:17  | 23 novembre 2006 04:55  | 5 ore e 38 minuti |
| 73. | Expedition 14 EVA 1* VKD-17  | Ispezione e ripresa fotografica dell'antenna del sistema Kurs sulla navetta Progress M-58, spostamento di una antenna WAL per l'Automated Transfer Vehicle (ATV), installazione dell'esperimento BTN Neutron ed espulsione di due coperture protettive termiche dell'esperimento. |                         |                         |                   |
|     |                              | |                         |                         |                   |
| 74. | STS-116 EVA 1                | Robert Curbeam Christer Fuglesang | 12 dicembre 2006 20:31  | 13 dicembre 2006 03:07  | 6 ore e 36 minuti |
| 74. | STS-116 EVA 1                | Installazione del segmento P5 e sostituzione di una telecamera sul segmento S1. |                         |                         |                   |
| 75. | STS-116 EVA 2                | Robert Curbeam Christer Fuglesang | 14 dicembre 2006 19:41  | 15 dicembre 2006 00:41  | 5 ore             |
| 75. | STS-116 EVA 2                | Riconfigurazione dei cablaggi elettrici sui canali 2 e 3 del segmento P3/P4, spostamento di due carrelli che scorrono lungo il traliccio della stazione spaziale, installazione di una copertura di protezione termica sul braccio robotico e installazione di un contenitore per gli attrezzi in preparazione delle future attività extraveicolari. |                         |                         |                   |
| 76. | STS-116 EVA 3                | Robert Curbeam Sunita Williams | 16 dicembre 2006 19:25  | 17 dicembre 2006 02:57  | 7 ore e 31 minuti |
| 76. | STS-116 EVA 3                | Completamento del cablaggio elettrico per i circuiti 1 e 4, installazione di un grapple fixture per il braccio robotico e installazione di tre protezioni per i detriti spaziali sul modulo Zvezda. |                         |                         |                   |
| 77. | STS-116 EVA 4                | Robert Curbeam Christer Fuglesang | 18 dicembre 2006 19:00  | 19 dicembre 2006 01:38  | 6 ore e 38 minuti |
| 77. | STS-116 EVA 4                | Ritrazione dei pannelli solari del segmento P6. |                         |                         |                   |

## 2007
|      | Missione                      | Astronauti | Inizio (UTC)           | Fine (UTC)             | Durata            |
| 78.  | Expedition 14 EVA 2 US EVA-6  | Michael Lopez-Alegria Sunita Williams | 31 gennaio 2007 15:14  | 31 gennaio 2007 23:09  | 7 ore e 55 minuti |
| 78.  | Expedition 14 EVA 2 US EVA-6  | Riconfigurazione di uno dei due circuiti di raffreddamento del modulo Destiny. Collegato un cavo relativo al Station-to-Shuttle Power Transfer System (SSPTS), fissato il radiatore di dritta nel segmento P6. Rimossa una delle due linee per i fluidi dell'Early Ammonia Servicer (EAS) sul segmento P6, che è stato smaltito in una successiva attività extraveicolare. |                        |                        |                   |
| 79.  | Expedition 14 EVA 3 US EVA-7  | Michael Lopez-Alegria Sunita Williams | 4 febbraio 2007 13:38  | 4 febbraio 2007 20:49  | 7 ore e 11 minuti |
| 79.  | Expedition 14 EVA 3 US EVA-7  | Riconfigurazione del secondo circuito di raffreddamento del modulo Destiny. Completata la rimozione dell'Early Ammonia Servicer (EAS) sul segmento P6. Effettuate riprese fotografiche del pannello fotovoltaico di dritta del segmento P6 in preparazione alla sua retrazione durante la missione STS-117. Rimossa una schermatura solare da un dispositivo elettronico esterno. |                        |                        |                   |
| 80.  | Expedition 14 EVA 4 US EVA-8  | Michael Lopez-Alegria Sunita Williams | 8 febbraio 2007 13:26  | 8 febbraio 2007 20:06  | 6 ore e 40 minuti |
| 80.  | Expedition 14 EVA 4 US EVA-8  | Rimozione di due coperture termiche da due Rotary Joint Motor Controller (RJMC) sul segmento P3 e rimozione di due coperture termiche dalle bay 18 e 20 dal segmento P3. Le coperture sono state lanciate nello spazio. Installazione di un Unpressurized Cargo Carrier Assembly Attachment System (UCCAS) nel lato superiore del segmento P3, rimozione dei fermagli del segmento P5. Connessi cavi dello Station-to-Shuttle Power Transfer System al Pressurized Mating Adapter-2 (PMA-2) nella estremità anteriore del modulo Destiny, dove si aggancia lo Space Shuttle. |                        |                        |                   |
| 81.  | Expedition 14 EVA 5* VKD-17a  | Michail Tjurin Michael Lopez-Alegria | 22 febbraio 2007 10:27 | 22 febbraio 2007 16:45 | 6 ore e 18 minuti |
| 81.  | Expedition 14 EVA 5* VKD-17a  | Retrazione dell'antenna della navetta Progress nel portello posteriore del modulo Zvezda. Riprese fotografiche dell'antenna di navigazione del sistema KURS. Sostituzione di un esperimento scientifico. Ispezione, manutenzione e ripresa fotografica di connettori hardware. Riprese fotografiche dell'esperimento ROKVISS (Robotics Components Verification on the ISS), sviluppato dal DLR. |                        |                        |                   |
|      |                               | |                        |                        |                   |
| 82.  | Expedition 15 EVA 1* VKD-18   | Fëdor Jurčichin Oleg Kotov | 30 maggio 2007 19:05   | 31 maggio 2007 00:30   | 5 ore e 25 minuti |
| 82.  | Expedition 15 EVA 1* VKD-18   | Installazione di pannelli Service Module Debris Protection (SMDP) sul modulo Zvezda. Installazione dell'esperimento Biorisk sul modulo Pirs. Manutenzione del cavo di una antenna GPS, per essere utilizzata con l'Automated Transfer Vehicle. |                        |                        |                   |
| 83.  | Expedition 15 EVA 2* VKD-19   | Fyodor Yurchikhin Oleg Kotov | 6 giugno 2007 14:23    | 6 giugno 2007 20:00    | 5 ore e 37 minuti |
| 83.  | Expedition 15 EVA 2* VKD-19   | Installazione di un cavo Ethernet all'esterno del modulo Zarja. Installazione di altri pannelli Service Module Debris Protection (SMDP) sul modulo Zvezda. Installazione dell'esperimento scientifico Biorisk. |                        |                        |                   |
|      |                               | |                        |                        |                   |
| 84.  | STS-117 EVA 1                 | James Reilly John Olivas | 11 giugno 2007 20:02   | 12 giugno 2007 02:17   | 6 ore e 15 minuti |
| 84.  | STS-117 EVA 1                 | Inizio dell'installazione del segmento S3/S4. |                        |                        |                   |
| 85.  | STS-117 EVA 2                 | Patrick Forrester Steven Swanson | 13 giugno 2007 18:28   | 14 giugno 2007 01:44   | 7 ore e 16 minuti |
| 85.  | STS-117 EVA 2                 | Completamento dell'installazione del segmento S3/S4 e retrazione dei pannelli fotovoltaici sul segmento P6. |                        |                        |                   |
| 86.  | STS-117 EVA 3                 | James Reilly John Olivas | 15 giugno 2007 17:24   | 16 giugno 2007 01:22   | 7 ore e 58 minuti |
| 86.  | STS-117 EVA 3                 | Riparazione della copertura termica di un pod dell'Orbital Maneuvering System (OMS) dello Space Shuttle Atlantis. Completamento della retrazione dei pannelli fotovoltaici sul segmento P6. Installazione di una valvola di sfiato dell'idrogeno sul modulo Destiny, appartenente al nuovo sistema di generazione dell'ossigeno. |                        |                        |                   |
| 87.  | STS-117 EVA 4                 | Patrick Forrester Steven Swanson | 17 giugno 2007 16:25   | 17 giugno 2007 22:54   | 6 ore e 29 minuti |
| 87.  | STS-117 EVA 4                 | Recupero di una telecamera e la sua struttura di supporto da una External Stowage Platform situata sul Quest Airlock, e installazione sul segmento S3. Verifica della configurazione del Drive Lock Assembly (DLA) 2. Installazione di un cavo dati sul modulo Unity, apertura della valvola di sfiato dell'idrogeno sul modulo Destiny e fissaggio di due pannelli di protezione dai detriti orbitali sul modulo Zvezda. |                        |                        |                   |
|      |                               | |                        |                        |                   |
| 88.  | Expedition 15 EVA 3 US EVA-9  | Clayton Anderson Fëdor Jurčichin | 23 luglio 2007 10:25   | 23 luglio 20077 18:06  | 7 ore e 41 minuti |
| 88.  | Expedition 15 EVA 3 US EVA-9  | Installazione di una telecamera sul punto di interfaccia tra il segmento S0 e il segmento P1. Riconfigurazione dell'alimentazione di una antenna a banda S. Sostituzione di alcuni componenti per il sistema di alimentazione ridondante del Mobile Transporter. Rimozione delle tubazioni per l'ammoniaca dell'Early Ammonia Services (EAS). L'EAS era stato installato sul segmento P6 durante la missione STS-105 ed è un serbatoio per l'ammoniaca di riserva nel caso si fosse verificata una perdita. L'EAS è stato sostituito dal nuovo sistema di controllo termico. Il serbatoio è stato lanciato nello spazio, in modo che venga distrutto nel rientro atmosferico. Manutenzione del Common Berthing Mechanism (CBM) situato nel lato di nadir del modulo Unity. |                        |                        |                   |
|      |                               | |                        |                        |                   |
| 89.  | STS-118 EVA 1                 | Richard Mastracchio Dafydd Williams | 11 agosto 2007 16:28   | 11 agosto 2007 23:45   | 6 ore e 17 minuti |
| 89.  | STS-118 EVA 1                 | Aggancio del segmento S5 e retrazione del radiatore del segmento P6. |                        |                        |                   |
| 90.  | STS-118 EVA 2                 | Richard Mastracchio Dafydd Williams | 13 agosto 2007 15:32   | 13 agosto 2007 22:00   | 6 ore e 28 minuti |
| 90.  | STS-118 EVA 2                 | Installazione del nuovo giroscopio a controllo di momento (Control Moment Gyroscope). Stivaggio del vecchio giroscopio CMG sulla External Stowage Platform (ESP-2). |                        |                        |                   |
| 91.  | STS-118 EVA 3                 | Richard Mastracchio Clayton Anderson | 15 agosto 2007 14:38   | 15 agosto 2007 20:05   | 5 ore e 28 minuti |
| 91.  | STS-118 EVA 3                 | Spostamento di due carrelli Crew Equipment Translation Aid (CETA) dal lato sinistro del Mobile Transporter al lato destro. Spostamento del supporto per una antenna dal segmento P6 al segmento P1 e installazione di un nuovo transponder e un DSP parte dell'aggiornamento del sistema di comunicazione in banda S. Durante l'attività extraveicolare, Mastracchio ha notato un buco sul secondo strato di materiale sul suo guanto sinistro. Le tute hanno cinque strati protettivi, quindi l'astronauta non si è trovato in una situazione di pericolo. Tuttavia in via precauzionale, Mastracchio è rientrato in anticipo nell'airlock. |                        |                        |                   |
| 92.  | STS-118 EVA 4                 | Dafydd Williams Clayton Anderson | 18 agosto 2007 14:17   | 18 agosto 2007 19:02   | 5 ore e 2 minuti  |
| 92.  | STS-118 EVA 4                 | Recupero degli esperimenti scientifici Materials International Space Station Experiment (MISSE) 3 e 4. Installazione dell'antenna dell'External Wireless Instrumentation System. |                        |                        |                   |
|      |                               | |                        |                        |                   |
| 93.  | STS-120 EVA 1                 | Scott Parazynski Douglas Wheelock | 26 ottobre 2007 10:02  | 26 ottobre 2007 16:16  | 6 ore e 14 minuti |
| 93.  | STS-120 EVA 1                 | Installazione del modulo Harmony, trasportato sulla stazione in questa missione su una posizione temporanea sul lato di babordo del modulo Unity. Al termine della missione STS-120, il modulo è stato spostato nella sua posizione definitiva sul lato anteriore del modulo Destiny tramite il braccio robotico della stazione. Preparazione per lo spostamento del segmento P6 tramite la disconnessione delle tubature per i fluidi tra il segmento Z1 e il segmento P6. |                        |                        |                   |
| 94.  | STS-120 EVA 2                 | Scott Parazynski Daniel Tani | 28 ottobre 2007 09:32  | 28 ottobre 2007 16:05  | 6 ore e 33 minuti |
| 94.  | STS-120 EVA 2                 | Disconnessione delle connessione tra il segmento Z1 e il segmento P6. Distaccamento del segmento P6. Riconfigurazione del radiatore del segmento Z1. Installazione di corrimano esterni sul modulo Harmony e ispezione del Solar Alpha Rotary Joint (SARJ) di tribordo sul segmento S4. |                        |                        |                   |
| 95.  | STS-120 EVA 3                 | Scott Parazynski Douglas Wheelock | 30 ottobre 2007 08:45  | 30 ottobre 2007 15:53  | 7 ore e 8 minuti  |
| 95.  | STS-120 EVA 3                 | Aggancio del segmento P6 al segmento P5, collegamento delle connessione, riconfigurazione del segmento S1 e ispezione del Solar Alpha Rotary Joint (SARJ) di babordo. |                        |                        |                   |
| 96.  | STS-120 EVA 4                 | Scott Parazynski Douglas Wheelock | 3 novembre 2007 10:03  | 3 novembre 2007 17:22  | 7 ore e 19 minuti |
| 96.  | STS-120 EVA 4                 | Ispezione e riparazione del pannello fotovoltaico del segmento P6. Il pannello solare si è danneggiato durante la sua installazione. |                        |                        |                   |
|      |                               | |                        |                        |                   |
| 97.  | Expedition 16 EVA 1 US EVA-10 | Peggy Whitson Jurij Malenčenko | 9 novembre 2007 09:54  | 9 novembre 2007 16:49  | 6 ore e 55 minuti |
| 97.  | Expedition 16 EVA 1 US EVA-10 | Disconnessione dei cavi del Station-to-Shuttle Power Transfer System e stivaggio dei cavi del Pressurized Mating Adapter 2 (PMA-2). |                        |                        |                   |
| 98.  | Expedition 16 EVA 2 US EVA-11 | Peggy Whitson Daniel Tani | 20 novembre 2007 10:10 | 20 novembre 2007 17:26 | 7 ore e 16 minuti |
| 98.  | Expedition 16 EVA 2 US EVA-11 | Configurazione del Pressurized Mating Adapter 2 (PMA-2) e del modulo Harmony. |                        |                        |                   |
| 99.  | Expedition 16 EVA 3 US EVA-12 | Peggy Whitson Daniel Tani | 24 novembre 2007 09:50 | 24 novembre 2007 16:54 | 7 ore e 4 minuti  |
| 99.  | Expedition 16 EVA 3 US EVA-12 | Completamento delle connessioni per i fluidi e le connessioni elettriche e dati per il Pressurized Mating Adapter 2 (PMA-2) e del modulo Harmony. Ispezione e ripresa fotografica del Solar Alpha Rotary Joint. |                        |                        |                   |
| 100. | Expedition 16 EVA 4 US EVA-13 | Peggy Whitson Daniel Tani | 18 dicembre 2007 09:50 | 18 dicembre 2007 16:46 | 6 ore e 56 minuti |
| 100. | Expedition 16 EVA 4 US EVA-13 | Ispezione del Solar Alpha Rotary Joint e del Beta Gimbal Assembly (BGA) del pannello solare di tribordo del segmento S4. Questa è stata la centesima attività extraveicolare dedicata all'assemblaggio e alla manutenzione della stazione spaziale internazionale. |                        |                        |                   |

## 2008
|      | Missione                      | Astronauti | Inizio (UTC)           | Fine (UTC)             | Durata            |
| 101. | Expedition 16 EVA 5 US EVA-14 | Peggy Whitson Daniel Tani | 30 gennaio 2008 09:56  | 30 gennaio 2008 17:06  | 7 ore e 10 minuti |
| 101. | Expedition 16 EVA 5 US EVA-14 | Sostituzione del Bearing Motor Roll Ring Module (BMRRM) del Beta Gimbal Assembly dei pannelli solari del canale 1A sul segmento S4. Gli astronauti hanno effettuato l'installazione del nuovo BMRRM durante il periodo in cui la stazione si trovava nell'ombra della Terra. Ispezione e ripresa di immagini fotografiche del Solar Alpha Rotary Joint (SARJ) e dei due pannelli solari del segmento S4. |                        |                        |                   |
|      |                               | |                        |                        |                   |
| 102. | STS-122 EVA 1                 | Rex Walheim Stanley Love | 11 febbraio 2008 14:13 | 11 febbraio 2008 22:11 | 7 ore e 58 minuti |
| 102. | STS-122 EVA 1                 | Installazione di un Grapple Fixture sul modulo Columbus all'interno della stiva di carico dello Space Shuttle Atlantis, e preparazione delle connessioni elettriche e dei dati. Successivamente, gli astronauti Leland Melvin, Daniel Tani e Léopold Eyharts hanno operato il braccio robotico della stazione spaziale per estrarre il modulo Columbus dalla stiva di carico e collegarlo al portello di dritta del modulo Harmony. Nel frattempo, Walheim e Love hanno iniziato la sostituzione di un serbatoio di azoto utilizzato per pressurizzare l'ammoniaca nel sistema di controllo termico della stazione. |                        |                        |                   |
| 103. | STS-122 EVA 2                 | Rex Walheim Hans Schlegel | 13 febbraio 2008 14:27 | 13 febbraio 2008 21:12 | 6 ore e 45 minuti |
| 103. | STS-122 EVA 2                 | Completamento dell'installazione del serbatoio di azoto sul segmento P1, immagazzinamento del vecchio serbatoio nella stiva di carico dello Space Shuttle Atlantis per essere riportato a Terra. Effettuata manutenzione ai rivestimenti di protezione del modulo Destiny. |                        |                        |                   |
| 104. | STS-122 EVA 3                 | Rex Walheim Stanley Love | 15 febbraio 2008 14:27 | 15 febbraio 2008 20:32 | 7 ore e 25 minuti |
| 104. | STS-122 EVA 3                 | Installazione del telescopio Solar Monitoring Observatory (SOLAR) e della European Technology Exposure Facility (EuTEF) su una External Stowage Platform (ESP) del modulo Columbus. Rimozione di un giroscopio malfunzionante e immagazzinamento nella stiva di carico dello Space Shuttle Atlantis. |                        |                        |                   |
|      |                               | |                        |                        |                   |
| 105. | STS-123 EVA 1                 | Richard Linnehan Garrett Reisman | 14 marzo 2008 01:18    | 14 marzo 2008 08:19    | 7 ore e 1 minuto  |
| 105. | STS-123 EVA 1                 | Installazione temporanea del modulo pressurizzato (Pressurized Section) del laboratorio Kibo sul modulo Harmony e inizio dell'assemblaggio braccio robotico Special Purpose Dexterous Manipulator (Dextre). |                        |                        |                   |
| 106. | STS-123 EVA 2                 | Richard Linnehan Michael Foreman | 15 marzo 2008 23:49    | 16 marzo 2008 06:57    | 7 ore e 8 minuti  |
| 106. | STS-123 EVA 2                 | Preseguimento delle operazioni di assemblaggio del braccio robotico Special Purpose Dexterous Manipulator (Dextre). |                        |                        |                   |
| 107. | STS-123 EVA 3                 | Richard Linnehan Robert Behnken | 17 marzo 2008 22:51    | 18 marzo 2008 05:44    | 6 ore e 53 minuti |
| 107. | STS-123 EVA 3                 | Completamento dell'assemblaggio del braccio robotico Special Purpose Dexterous Manipulator (Dextre). Stivaggio di componenti di ricambio in una External Stowage Platform (ESP) nei pressi del Joint Airlock. |                        |                        |                   |
| 108. | STS-123 EVA 4                 | Michael Foreman Robert Behnken | 20 marzo 2008 22:04    | 21 marzo 2008 04:28    | 6 ore e 24 minuti |
| 108. | STS-123 EVA 4                 | Sostituzione di un componente elettrico chiamato Remote Power Controller Module (RPCM). Sperimentazione di strumenti e materiali per la riparazione in orbita dello scudo termico dello Space Shuttle. Rimozione di una copertura protettiva del braccio robotico Special Purpose Dexterous Manipulator (Dextre). |                        |                        |                   |
| 109. | STS-123 EVA 5                 | Michael Foreman Robert Behnken | 22 marzo 2008 20:34    | 23 marzo 2008 02:36    | 6 ore e 2 minuti  |
| 109. | STS-123 EVA 5                 | Immagazzinamento dell'Orbiter Boom Sensor System (OBSS) dello Shuttle a bordo della stazione. Installazione dell'esperimento MISSE-6 all'esterno del modulo Columbus e ispezione del Solar Alpha Rotary Joint (SARJ). |                        |                        |                   |
|      |                               | |                        |                        |                   |
| 110. | STS-124 EVA 1                 | Michael Fossum Ronald Garan | 3 giugno 2008 16:24    | 3 giugno 2008 23:12    | 6 ore e 48 minuti |
| 110. | STS-124 EVA 1                 | Preparazione del modulo pressurizzato del laboratorio Kibo, trasportato nella stiva di carico dello Space Shuttle Discovery, per essere installato. Ispezione e riparazione del Solar Alpha Rotary Joint (SARJ) di dritta. |                        |                        |                   |
| 111. | STS-124 EVA 2                 | Michael Fossum Ronald Garan | 5 giugno 2008 15:04    | 5 giugno 2008 22:15    | 7 ore e 11 minuti |
| 111. | STS-124 EVA 2                 | Installazione di coperture e di equipaggiamento esterno sul laboratorio Kibo e preparazione del modulo pressurizzato. Rimozione di un serbatoio di azoto vuoto e sostituzione con uno nuovo situato nella External Stowage Platform. Rimozione di una telecamera malfunzionante. |                        |                        |                   |
| 112. | STS-124 EVA 3                 | Michael Fossum Ronald Garan | 8 giugno 2008 13:55    | 8 giugno 2008 20:28    | 6 ore e 33 minuti |
| 112. | STS-124 EVA 3                 | Rimozione e sostituzione del serbatoio di azoto. Completamento dell'installazione del laboratorio Kibo. Reinstallazione di una telecamera a seguito della sua riparazione. |                        |                        |                   |
|      |                               | |                        |                        |                   |
| 113. | Expedition 17 EVA 1* VKD-20a  | Sergej Aleksandrovič Volkov Oleg Kononenko | 10 luglio 2008 18:48   | 11 luglio 2008 1:06    | 6 ore e 18 minuti |
| 113. | Expedition 17 EVA 1* VKD-20a  | Ispezione della navetta Sojuz TMA-12, installazione sul modulo Zarja dell'equipaggiamento relativo all'attracco del modulo russo Multipurpose Laboratory Module. |                        |                        |                   |
| 114. | Expedition 17 EVA 2* VKD-20   | Sergej Volkov Oleg Kononenko | 15 luglio 2008 17:08   | 15 luglio 2008 23:02   | 5 ore e 54 minuti |
| 114. | Expedition 17 EVA 2* VKD-20   | Installazione dell'esperimento Vsplesk, manutenzione all'antenna per radioamatori e recupero dell'esperimento Biorisk. |                        |                        |                   |
|      |                               | |                        |                        |                   |
| 115. | STS-126 EVA 1                 | Heidemarie Stefanyshyn-Piper Stephen Bowen | 18 novembre 2008 18:09 | 19 novembre 2008 01:01 | 6 ore e 52 minuti |
| 115. | STS-126 EVA 1                 | Trasferimento di un serbatoio vuoto di azoto dall'External Stowage Platform 3 alla stiva di carico dello Space Shuttle. Rimozione di una copertura isolante sul sistema di attracco dell'External Facility del laboratorio Kibo. Manutenzione e lubrificazione dell'Solar Alpha Rotary Joint. |                        |                        |                   |
| 116. | STS-126 EVA 2                 | Heidemarie Stefanyshyn-Piper Robert Kimbrough | 20 novembre 2008 17:58 | 21 novembre 2008 00:43 | 6 ore e 45 minuti |
| 116. | STS-126 EVA 2                 | Spostamento dei due Crew and Equipment Translation Aid (CETA), carelli che scorrono lungo la struttura principale della stazione per lo spostamento di equipaggiamento e componenti, dalla lato di tribordo al lato di babordo. Lubrificazione dell'effettore finale del braccio robotico. Prosecuzione delle attività di manutenzione del Solar Alpha Rotary Joint (SARJ) di tribordo. L'attività extraveicolare si è svolta nel decimo anniversario della stazione spaziale internazionale. |                        |                        |                   |
| 117. | STS-126 EVA 3                 | Heidemarie Stefanyshyn-Piper Stephen Bowen | 22 novembre 2008 18:01 | 23 novembre 2008 00:58 | 6 ore e 57 minuti |
| 117. | STS-126 EVA 3                 | Proseguimento delle attività di manutenzione del Solar Alpha Rotary Joint (SARJ) di tribordo. |                        |                        |                   |
| 118. | STS-126 EVA 4                 | Stephen Bowen Robert Kimbrough | 24 novembre 2008 18:24 | 25 novembre 2008 00:31 | 6 ore e 7 minuti  |
| 118. | STS-126 EVA 4                 | Completamento delle attività di manutenzione del Solar Alpha Rotary Joint (SARJ) di tribordo. Installazione di una telecamera, reinstallazione delle coperture isolanti sul meccanismo di aggancio dell'External Facility del laboratorio Kibo. Installazione di corrimano e antenne GPS sulla parte esterna del laboratorio Kibo. |                        |                        |                   |
|      |                               | |                        |                        |                   |
| 119. | Expedition 18 EVA 1* VKD-21   | Jurij Lončakov Michael Fincke | 23 dicembre 2008 00:51 | 23 dicembre 2008 06:29 | 5 ore e 38 minuti |
| 119. | Expedition 18 EVA 1* VKD-21   | Installazione di sonde di Langmuir sul modulo Pirs, recupero di due esperimenti Biorisk. Installazione dell'esperimento Expose-R sul modulo Zvezda, che è stato tuttavia rimosso poco dopo a causa di un malfunzionamento relativo alla trasmissione dei dati di telemetria alle stazioni di terra. Instalazione dell'esperimento Impulse. Ripresa fotografica dei moduli esterni del segmento orbitale russo. |                        |                        |                   |

## 2009
|      | Missione                     | Astronauti | Inizio (UTC)           | Fine (UTC)             | Durata            |
| 120. | Expedition 18 EVA 2* VKD-21a | Jurij Lončakov Michael Fincke | 10 marzo 2009 16:22    | 10 marzo 2009 21:11    | 4 ore e 49 minuti |
| 120. | Expedition 18 EVA 2* VKD-21a | Installazione dell'equipaggiamento relativo all'esperimento EXPOSE-R (Exposing Specimens of Organic and Biological Materials to Open Space) sulla piattaforma scientifica situata all'esterno del modulo Zvezda, manutenzione del portello di attracco e dell'airlock del modulo Pirs, ispezione e ripresa fotografica dei moduli del segmento orbitale russo della stazione. |                        |                        |                   |
|      |                              | |                        |                        |                   |
| 121. | STS-119 EVA 1                | Steven Swanson Richard Arnold | 19 marzo 2009 17:16    | 19 marzo 2009 23:23    | 6 ore e 07 minuti |
| 121. | STS-119 EVA 1                | Supervisione dell'installazione del segmento S6, che è stato portato in posizione tramite il braccio robotico della stazione spaziale, comandato dallo specialista di missione John Phillips, appartenente all'equipaggio dello Space Shuttle e dall'ingegnere di volo dell'Expedition 18 Koichi Wakata. Completamento delle connessioni meccaniche, elettriche e dei dati tra il segmento S6 e il resto della stazione.                                                              |                        |                        |                   |
| 122. | STS-119 EVA 2                | Steven Swanson Joseph Acaba | 21 marzo 2009 16:51    | 21 marzo 2009 23:21    | 6 ore e 30 minuti |
| 122. | STS-119 EVA 2                | Attività preparatorie per la missione STS-127, installazione di un aggancio per un contenitore non pressurizzato sul segmento P3. Installazione di una antenna GPS sul laboratorio Kibo. Ripresa di immagini dei radiatori sui segmenti P1 e S1. |                        |                        |                   |
| 123. | STS-119 EVA 3                | Joseph Acaba Richard Arnold | 23 marzo 2009 15:37    | 23 marzo 2009 22:04    | 6 ore e 27 minuti |
| 123. | STS-119 EVA 3                | Spostamento di un Crew and Equipment Translation Aid, un carrello che scorre lungo la struttura principale della stazione. Manutenzione del sistema elettrico relativo ai giroscopi della stazione spaziale. Lubrificazione dell'effettore di estremità del braccio robotico della stazione. |                        |                        |                   |
|      |                              | |                        |                        |                   |
| 124. | Expedition 20 EVA 1* VKD-22  | Gennadij Padalka Michael Reed Barratt | 5 giugno 2009 07:52    | 5 giugno 2009 12:46    | 4 ore e 54 minuti |
| 124. | Expedition 20 EVA 1* VKD-22  | Installazione delle antenne e del cablaggio per il sistema di attracco Kurs sul modulo Zvezda per il futuro aggancio del modulo Poisk. Ripresa di immagini fotografiche delle antenne. |                        |                        |                   |
| 125. | Expedition 20 EVA 2‡ VKD-23  | Gennadij Padalka Michael Reed Barratt | 10 giugno 2009 6:55    | 10 giugno 2009 7:07    | 12 minuti         |
| 125. | Expedition 20 EVA 2‡ VKD-23  | Attività intraveicolare all'interno del compartimento del modulo Zvezda. Installazione di un portello di attracco per il futuro aggancio del modulo Poisk. |                        |                        |                   |
|      |                              | |                        |                        |                   |
| 126. | STS-127 EVA 1                | David Wolf Timothy Kopra | 18 luglio 2009 16:19   | 18 luglio 2009 21:51   | 5 ore e 32 minuti |
| 126. | STS-127 EVA 1                | Assistenza all'installazione dell'Exposed Facility sul laboratorio Kibo attraverso l'impiego del braccio robotico della stazione che lo ha rimosso dalla stiva di carico dello Space Shuttle Endeavour e lo ha passato al braccio robotico JEMRMS. Quest'ultimo lo ha infine agganciato al laboratorio Kibo. Installazione dell'Unpressurized Cargo Carrier Attach System sul segmento S3, un contenitore per l'immagazzinamento esterno di equipaggiamento e componenti di ricambio. |                        |                        |                   |
| 127. | STS-127 EVA 2                | David Wolf Thomas Marshburn | 20 luglio 2009 15:27   | 20 luglio 2009 22:20   | 6 ore e 53 minuti |
| 127. | STS-127 EVA 2                | Trasferimento di componenti di ricambio (detti Orbital Replacement Units - ORU) dall'Integrated Cargo Carrier (ICC) dello Space Shuttle all'ESP-3. Trasferimento di una antenna in banda Ku, una pompa per il sistema di controllo termico e un Linear Drive Unit, un componente per il braccio robotico della stazione spaziale. |                        |                        |                   |
| 128. | STS-127 EVA 3                | David Wolf Christopher Cassidy | 22 luglio 2009 14:32   | 22 luglio 2009 20:31   | 5 ore e 59 minuti |
| 128. | STS-127 EVA 3                | Rimozione delle coperture isolanti dal modulo Kibo e preparazione della Exposed Section per il trasferimento degli esperimenti. L'attività extraveicolare prevedeva la sostituzione delle sei batterie nel segmento P6. Dopo la sostituzione delle prime due batterie, l'EVA è stata interrotta a causa di un aumento imprevisto del livello di anidride carbonica nella tuta spaziale di Cassidy. L'astronauta non si è mai trovato in una situazione di pericolo.                   |                        |                        |                   |
| 129. | STS-127 EVA 4                | Christopher Cassidy Thomas Marshburn | 24 luglio 2009 13:54   | 24 luglio 2009 21:06   | 7 ore e 12 minuti |
| 129. | STS-127 EVA 4                | Completamento della sostituzione delle ultime quattro batterie del segmento P6. |                        |                        |                   |
| 130. | STS-127 EVA 5                | Christopher Cassidy Thomas Marshburn | 27 luglio 2009 11:33   | 27 luglio 2009 16:27   | 4 ore e 54 minuti |
| 130. | STS-127 EVA 5                | Installazione di telecamere sul laboratorio Kibo, che sono state utilizzate durante le fasi di attracco della navetta HTV. Manutenzione delle coperture isolanti multistrato dello Special Purpose Dexterous Manipulator e installazione di corrimano e agganci per i piedi per le future attività extraveicolari. |                        |                        |                   |
|      |                              | |                        |                        |                   |
| 131. | STS-128 EVA 1                | John Olivas Nicole Stott | 1 settembre 2009 21:49 | 2 settembre 2009 04:24 | 6 ore e 35 minuti |
| 131. | STS-128 EVA 1                | Preparazione per la sostituzione di un serbatoio vuoto per l'ammoniaca. Recupero degli esperimenti MISSE-6 e EuTEF installati all'esterno del modulo Columbus. |                        |                        |                   |
| 132. | STS-128 EVA 2                | John Olivas Christer Fuglesang | 3 settembre 2009 22:13 | 4 settembre 2009 04:51 | 6 ore e 39 minuti |
| 132. | STS-128 EVA 2                | Sostituzione di un serbatoio di ammoniaca vuoto con un nuovo serbatoio contenuto nella stiva di carico dello Space Shuttle. |                        |                        |                   |
| 133. | STS-128 EVA 3                | John Olivas Christer Fuglesang | 5 settembre 2009 20:39 | 6 settembre 2009 03:40 | 7 ore e 1 minuto  |
| 133. | STS-128 EVA 3                | Installazione di cablaggio sul modulo Unity, in preparazione per il futuro aggancio del modulo Tranquility. Installazione di un Payload Attachment System sul segmento S3. Sostituzione di un Rate Gyro Assembly 2. Installazione di due antenne GPS, di un modulo elettrico chiamato Remote Power Control Module. |                        |                        |                   |
|      |                              | |                        |                        |                   |
| 134. | STS-129 EVA 1                | Michael Foreman Robert Satcher | 19 novembre 2009 14:24 | 19 novembre 2009 21:01 | 6 ore e 37 minuti |
| 134. | STS-129 EVA 1                | Installazione di una S-Band Antenna and Support Assembly (SASA), un'antenna in banda S di ricambio sul modulo Unity. Lubrificazione del meccanismo di aggancio sul Payload Orbital Replacement Unit Attachment Device del Mobile Base System. Lubrificazione del sistema di aggancio del braccio robotico del laboratorio Kibo. |                        |                        |                   |
| 135. | STS-129 EVA 2                | Michael Foreman Randolph Bresnik | 21 novembre 2009 14:31 | 21 novembre 2009 20:39 | 6 ore e 8 minuti  |
| 135. | STS-129 EVA 2                | Installazione del Grappling Adaptor to On-Orbit Railing (GATOR) sul modulo Columbus e una antenna per radioamatori. Installazione di una antenna per la trasmissione del video ripreso dagli elmetti delle tute spaziali. Spostamento del Floating Potential Measurement Unit, un dispositivo per la misurazione del potenziale elettrico della stazione, in previsione della futura installazione dell'Alpha Magnetic Spectrometer.                                                  |                        |                        |                   |
| 136. | STS-129 EVA 3                | Robert Satcher Randolph Bresnik | 23 novembre 2009 13:24 | 23 novembre 2009 19:06 | 5 ore e 42 minuti |
| 136. | STS-129 EVA 3                | Installazione di un serbatoio di ossigeno contenuto nell'ELC-2 nell'airlock Quest. Installazione dell'esperimento MISSE-7. Fissaggio di alcune protezioni anti meteoriti su una External Stowage Platform. Installazione di coperture isolanti sulle telecamere del Mobile Servicing System e sull'effettore finale del braccio robotico della stazione. |                        |                        |                   |

## 2010
|      | Missione                      | Astronauti | Inizio (UTC)           | Fine (UTC)             | Durata            |
| 137. | Expedition 22 EVA 1* VKD-24   | Oleg Kotov Maksim Suraev | 14 gennaio 2010 10:05  | 14 gennaio 2010 15:49  | 5 ore e 44 minuti |
| 137. | Expedition 22 EVA 1* VKD-24   | Preparazione del modulo Poisk per l'attracco futuro di navette russe. |                        |                        |                   |
|      |                               | |                        |                        |                   |
| 138. | STS-130 EVA 1                 | Robert Behnken Nicholas Patrick | 12 febbraio 2010 02:17 | 12 febbraio 2010 08:49 | 6 ore e 32 minuti |
| 138. | STS-130 EVA 1                 | L'attività extraveicolare ha avuto lo scopo di installare sulla stazione il modulo Tranquility. Dopo averlo estratto dalla stiva di carico dello Space Shuttle Endeavour tramite il braccio robotico della stazione spaziale, gli astronauti hanno rimosso una copertura protettiva dal Common Berthing Mechanism del modulo Unity, il portello di aggancio su cui è stato collegato il modulo Tranquility. Installazione dei cablaggi tra il nuovo modulo e il resto della stazione per iniziare la sua attivazione.                                                                                  |                        |                        |                   |
| 139. | STS-130 EVA 2                 | Robert Behnken Nicholas Patrick | 14 febbraio 2010 02:20 | 14 febbraio 2010 08:14 | 5 ore e 54 minuti |
| 139. | STS-130 EVA 2                 | Installazione delle tubature dell'ammoniaca utilizzata dal sistema di controllo termico tra il modulo Unity e il modulo Tranquility recentemente agganciato. Installazione delle coperture termiche isolanti sulle tubazioni. Installazione di una Integrated Stowage Platform e di corrimano esterni. |                        |                        |                   |
| 140. | STS-130 EVA 3                 | Robert Behnken Nicholas Patrick | 17 febbraio 2010 02:15 | 17 febbraio 2010 08:03 | 5 ore e 48 minuti |
| 140. | STS-130 EVA 3                 | Rimozione di coperture termiche isolanti dal lato esterno della Cupola. Installazione del cablaggio sul PMA-3, che era stato spostato precedentemente dal portello zenith del modulo Harmony al portello anteriore del modulo Tranquility. |                        |                        |                   |
|      |                               | |                        |                        |                   |
| 141. | STS-131 EVA 1                 | Richard Mastracchio Clayton Anderson | 9 aprile 2010 05:31    | 9 aprile 2010 11:58    | 6 ore e 27 minuti |
| 141. | STS-131 EVA 1                 | Prelievo di un nuovo serbatoio di ammoniaca situato nella stiva di carico dello Space Shuttle Discovery tramite il braccio robotico della stazione spaziale. Recupero di un esperimento chiamato Space Environment Exposure Device (SEED) dall'Exposure facility del laboratorio Kibo. Sostituzione di un giroscopio chiamato sul segmento S0. |                        |                        |                   |
| 142. | STS-131 EVA 2                 | Richard Mastracchio Clayton Anderson | 11 aprile 2010 05:20   | 11 aprile 2010 12:56   | 7 ore e 26 minuti |
| 142. | STS-131 EVA 2                 | Rimozione di serbatoio di ammoniaca vuoto, chiamato Ammonia Tank Assembly (ATA), dal segmento S1 e sostituzione con un nuovo serbatoio trasportato dallo Shuttle e completamento delle sue connessioni elettriche. Il vecchio serbatoio è stato posizionato temporaneamente in una stiva esterna della stazione. Alcuni problemi con i bulloni che fissavano il serbatoio alla stazione hanno causato dei ritardi, che hanno fatto posticipare la connessione delle tubature per il fluido alla successiva attività extraveicolare.                                                                    |                        |                        |                   |
| 143. | STS-131 EVA 3                 | Richard Mastracchio Clayton Anderson | 13 aprile 2010 06:14   | 13 aprile 2010 12:36   | 6 ore e 24 minuti |
| 143. | STS-131 EVA 3                 | Completamento delle connessioni delle tubature per il fluido del nuovo serbatoio per l'ammoniaca. Il vecchio serbatoio vuoto è stato spostato dalla stiva esterna alla stiva di carico dello Space Shuttle Discovery per essere riportato a Terra. Rimozione delle coperture protettive antimeteroriti dall'airlock Quest, non erano più necessarie, e spostamento all'interno del Multi-Purpose Logistics Module Leonardo. Preparazione per l'installazione di una antenna di ricambio sul segmento Z1.                                                                                               |                        |                        |                   |
|      |                               | |                        |                        |                   |
| 144. | STS-132 EVA 1                 | Garrett Reisman Stephen Bowen | 17 maggio 2010 11:54   | 17 maggio 2010 19:19   | 7 ore e 25 minuti |
| 144. | STS-132 EVA 1                 | Installazione di una antenna di backup (Space to Ground ANTenna - SGANT) in banda Ku per le telecomunicazioni con la Terra sul segmento Z1. Installazione di una nuova piattaforma per gli strumenti, chiamata Enhanced ORU Temporary Platform sul braccio robotico Dextre. |                        |                        |                   |
| 145. | STS-132 EVA 2                 | Stephen Bowen Michael Good | 19 maggio 2010 10:38   | 19 maggio 2010 17:47   | 7 ore e 9 minuti  |
| 145. | STS-132 EVA 2                 | Sostituzione di quattro delle sei batterie del segmento P6. Risoluzione di un problema relativo ad un cavo impigliato sull'Orbiter Boom Sensor System (OBSS) dello Space Shuttle Atlantis. |                        |                        |                   |
| 146. | STS-132 EVA 3                 | Michael Good Garrett Reisman | 21 maggio 2010 10:27   | 21 maggio 2010 17:13   | 6 ore e 46 minuti |
| 146. | STS-132 EVA 3                 | Sostituzione delle ultime due batterie sul segmento P6. |                        |                        |                   |
|      |                               | |                        |                        |                   |
| 147. | Expedition 24 EVA 1* VKD-25   | Fëdor Jurčichin Michail Kornienko | 27 luglio 2010 04:11   | 27 luglio 2010 10:53   | 6 ore e 42 minuti |
| 147. | Expedition 24 EVA 1* VKD-25   | Sostituzione di una telecamera sul portello posteriore del modulo Zvezda, usata per l'attracco dell'Automated Transfer Vehicle. Installazione del cablaggio dai moduli Zvezda e Zarja per la connessione del modulo Rassvet, installato durante la missione STS-132, al sistema russo di comando e controllo. Installazione del cablaggio tra il modulo Zarja e il nuovo modulo per utilizzare su quest'ultimo il sistema di attracco automatico KURS. |                        |                        |                   |
| 148. | Expedition 24 EVA 2 US EVA-15 | Douglas Wheelock Tracy Caldwell Dyson | 7 agosto 2010 11:19    | 7 agosto 2010 19:22    | 8 ore e 3 minuti  |
| 148. | Expedition 24 EVA 2 US EVA-15 | Rimozione di una pompa per l'ammoniaca malfunzionante sul segmento S1. L'operazione è stata completata parzialmente a causa di una perdita di ammoniaca avvenuta dopo la disconnessione della tubatura dell'ammoniaca dalla pompa. Per limitare la perdita si è deciso di riconnettere la tubatura. |                        |                        |                   |
| 149. | Expedition 24 EVA 3 US EVA-16 | Douglas Wheelock Tracy Caldwell Dyson | 11 agosto 2010 12:27   | 11 agosto 2010 19:53   | 7 ore e 26 minuti |
| 149. | Expedition 24 EVA 3 US EVA-16 | Completamento della rimozione della pompa malfunzionante per l'ammoniaca e inizio delle operazioni per l'installazione di una pompa di ricambio. |                        |                        |                   |
| 150. | Expedition 24 EVA 4 US EVA-17 | Douglas Wheelock Tracy Caldwell Dyson | 16 agosto 2010 10:20   | 16 agosto 2010 17:40   | 7 ore e 20 minuti |
| 150. | Expedition 24 EVA 4 US EVA-17 | Completamento della installazione di una nuova pompa per l'ammoniaca sul segmento S1. |                        |                        |                   |
|      |                               | |                        |                        |                   |
| 151. | Expedition 25 EVA 1* VKD-26   | Fëdor Jurčichin Oleg Skripočka | 15 novembre 2010 14:55 | 15 novembre 2010 21:22 | 6 ore e 27 minuti |
| 151. | Expedition 25 EVA 1* VKD-26   | Installazione di una stazione di lavoro portatile all'esterno del modulo Zvezda, installazione di corrimano sul modulo Pirs e di un esperimento scientifico chiamato SKK sul modulo Poisk. Rimozione dell'equipaggiamento relativo all'esperimento Plasma Pulse Injector Science e recupero dell'esperimento Expose-R dal modulo Zvezda. Rimozione dell'esperimento Kontur (ROKVISS) e una telecamera dal modulo Rassvet. Effettuato l'esperimento TEST, che consiste nel prelievo di campioni tramite tampone dalla superficie esterna dei moduli russi per verificare la presenza di microorganismi. |                        |                        |                   |

## 2011
|      | Missione                    | Astronauti | Inizio (UTC)           | Fine (UTC)             | Durata            |
| 152. | Expedition 26 EVA 1* VKD-27 | Dmitrij Kondrat'ev Oleg Skripočka | 21 gennaio 2011 14:29  | 21 gennaio 2011 19:52  | 5 ore e 23 minuti |
| 152. | Expedition 26 EVA 1* VKD-27 | Rimozione di un esperimento chiamato Plasma Pulse Generator. Installazione di una antenna sperimentale per le comunicazioni chiamata Radio Technical System for Information Transfer sul modulo Zvezda, un sistema per la trasmissione di dati ad una velocità di 100 Mbits dal segmento orbitale russo. Rimozione dell'esperimento EXPOSE-R, per lo studio dell'esposizione allo spazio di campioni di materiali. Rimozione di una telecamera sul lato di zenith del modulo Rassvet per essere installata sul lato di nadir.                                                                                                  |                        |                        |                   |
| 153. | Expedition 26 EVA 2* VKD-28 | Dmitrij Kondrat'ev Oleg Skripočka | 16 febbraio 2011 13:30 | 16 febbraio 2011 18:21 | 4 ore e 51 minuti |
| 153. | Expedition 26 EVA 2* VKD-28 | Installazione degli esperimenti Radiometria, dedicato per raccogliere informazioni nell'ambito delle attività sismiche, e Molniya-Gamma per lo studio dell'emissioni di raggi gamma durante i temporali. Recupero dei campioni dell'esperimento Komplast, dedicato allo studio degli effetti dello spazio su materiali da utilizzare nei futuri veicoli spaziali. |                        |                        |                   |
|      |                             | |                        |                        |                   |
| 154. | STS-133 EVA 1†              | Stephen Bowen Alvin Drew | 28 febbraio 2011 15:46 | 28 febbraio 2011 22:20 | 6 ore e 34 minuti |
| 154. | STS-133 EVA 1†              | Installazione di un cavo elettrico tra i moduli Unity e Tranquility per fornire una fonte di energia ridondante in caso di necessità. Spostamento della pompa per l'ammoniaca malfunzionante sostituita nell'agosto del 2010 nell'External Stowage Platform 2 (ESP-2) all'airlock Quest. Manutenzione del Crew Equipment Translation Aid, un carrello che può spostarsi attraverso dei binari lungo la struttura della stazione per trasportare equipaggiamento. |                        |                        |                   |
| 155. | STS-133 EVA 2†              | Stephen Bowen Alvin Drew | 2 marzo 2011 15:42     | 2 marzo 2011 21:56     | 6 ore e 14 minuti |
| 155. | STS-133 EVA 2†              | Installazione di un telecamera sullo Special Purpose Dexterous Manipulator e rimozione di una delle sue coperture isolanti, uno dei bracci robotici della stazione. Installazione di una lampada sul Crew Equipment Translation Aid, un carrello che può spostarsi attraverso dei binari lungo la struttura della stazione per trasportare equipaggiamento. Rimozione delle coperture isolanti dal Tranquility. |                        |                        |                   |
|      |                             | |                        |                        |                   |
| 156. | STS-134 EVA 1†              | Andrew Feustel Gregory Chamitoff | 20 maggio 2011 07:10   | 20 maggio 2011 13:29   | 6 ore e 19 minuti |
| 156. | STS-134 EVA 1†              | Recupero dei campioni dell'esperimento MISSE 7 e installazione dei nuovi campioni del MISSE 8 sull'Express Logistics Carrier-2. Manutenzione dei tubi del sistema di controllo termico della stazione che trasportano l'ammoniaca. Un problema con il sensore di anidride carbonica nella tuta di Chamitoff ha richiesto la conclusione delle attività. |                        |                        |                   |
| 157. | STS-134 EVA 2†              | Andrew Feustel Michael Fincke | 22 maggio 2011 6:05    | 22 maggio 2011 14:12   | 8 ore e 7 minuti  |
| 157. | STS-134 EVA 2†              | Rifornimento di ammoniaca dei radiatori nel segmento P5. Svuotamento del sistema di raffreddamento impiegato in precedenza e in disuso. Lubrificazione del Solar Alpha Rotary Joint, il giunto che ruota i pannelli solari della stazione per mantenerli puntati verso il Sole e del braccio robotico Dextre. |                        |                        |                   |
| 158. | STS-134 EVA 3†              | Andrew Feustel Michael Fincke | 25 maggio 2011 05:43   | 25 maggio 2011 12:37   | 6 ore e 54 minuti |
| 158. | STS-134 EVA 3†              | Installazione sul modulo Zarja di un aggancio per l'SSRMS, un braccio robotico della stazione. Installazione dei cavi per fornire una alimentazione elettrica di riserva per il segmento orbitale russo della stazione. Per la prima volta è stata utilizzata una nuova procedura per preparare i corpi degli astronauti prima delle attività extraveicolari chiamata In-Suit Light Exercise (ISLE). |                        |                        |                   |
| 159. | STS-134 EVA 4†              | Michael Fincke Gregory Chamitoff | 27 maggio 2011 04:15   | 27 maggio 2011 11:39   | 7 ore e 24 minuti |
| 159. | STS-134 EVA 4†              | Stivaggio dell'Orbiter Boom Sensor System (OBSS) all'esterno della stazione spaziale, perché non più utilizzato sullo Space Shuttle Endeavour, alla sua ultima missione. Rimozione dell'aggancio dell'OBSS che permette il suo impiego con il braccio robotico dello Shuttle e stivaggio sulla stazione. Sostituzione delle coperture isolanti termiche su uno dei serbatoi dell'airlock Quest. Ultima attività extraveicolare condotta da un equipaggio di una missione Shuttle. Completamento del segmento orbitale statunitense.                                                                                            |                        |                        |                   |
|      |                             | |                        |                        |                   |
| 160. | STS-135 EVA 1               | Ronald Garan Michael Fossum | 12 luglio 2011 13:22   | 12 luglio 2011 19:53   | 6 ore e 31 minuti |
| 160. | STS-135 EVA 1               | Trasferimento di una pompa per l'ammoniaca del sistema di controllo termico della stazione sulla stiva di carico dello Space Shuttle Atlantis per essere riportata a Terra. Recupero dei campioni dell'esperimento MISSE 8. Installazione di coperture termiche sul Pressurized Mating Adaptor 3 (PMA-3). Installazione dell'esperimento Robotic Refueling Mission, per il test di tecnologie rivolte al rifornimento e alla riparazione di satelliti in orbita. È stata l'ultima attività extraveicolare effettuata mentre uno Shuttle era attraccato alla stazione, che tuttavia è stata condotta dall'equipaggio della ISS. |                        |                        |                   |
|      |                             | |                        |                        |                   |
| 161. | Expedition 28 EVA 1* VKD-29 | Sergej Volkov Aleksandr Samokutjaev | 3 agosto 2011 14:50    | 3 agosto 2011 21:13    | 6 ore e 23 minuti |
| 161. | Expedition 28 EVA 1* VKD-29 | Installazione all'esterno del modulo Zarja dell'equipaggiamento per la trasmissione di dati scientifici a stazioni a Terra attraverso laser. Lancio di un mini satellite chiamato Radioskaf-V e rimozione di una antenna utilizzata per agganciare il modulo Poisk alla stazione spaziale e inutilizzata. Installazione dell'esperimento Biorisk all'esterno del modulo Pirs, per lo studio degli effetti dello spazio su microorganismi. Riprese fotografiche di una antenna che aveva problemi. |                        |                        |                   |

## 2012
|      | Missione                      | Astronauti | Inizio (UTC)           | Fine (UTC)             | Durata            |
| 162. | Expedition 30 EVA 1* VKD-30   | Oleg Kononenko Anton Škaplerov | 16 febbraio 2012 14:31 | 16 febbraio 2012 20:46 | 6 ore e 15 minuti |
| 162. | Expedition 30 EVA 1* VKD-30   | Riposizionamento della gru Strela dal modulo Pirs al modulo Poisk, in preparazione alla dismissione del modulo Pirs, che al momento della attività extraveicolare era previsto per il 2013. In realtà il modulo fu dismesso nel 2021. Installazione, all'esterno del modulo Poisk, dei campioni per l'esperimento Vynoslivost, che studia gli effetti dello spazio su diversi materiali. Raccolta di campioni di materiali tramite tamponi per l'esperimento TEST. |                        |                        |                   |
|      |                               | |                        |                        |                   |
| 163. | Expedition 32 EVA 1* VKD-31   | Gennadij Padalka Jurij Malenčenko | 20 agosto 2012 15:37   | 20 agosto 2012 21:28   | 5 ore e 51 minuti |
| 163. | Expedition 32 EVA 1* VKD-31   | Riposizionamento della gru Strela 2 dal modulo Poisk al modulo Zarja, in preparazione alla dismissione del modulo Poisk, che al momento della attività extraveicolare era previsto per il 2013. Installazione di cinque Service Module Debris Panel (SMDP) sul modulo Zezda, rivestimenti per la protezione da micrometeoriti e detriti spaziali. Lancio di un piccolo satellite che è stato utilizzato per testare i sistemi di tracciamento dei detriti spaziali. Recupero dei campioni dell'esperimento Biorisk, che studia gli effetti dell'esposizione allo spazio di microorganismi. Il recupero dei campioni di un altro esperimento sull'esposizione dei materiali non è riuscito a causa del contenitore che è rimasto bloccato. |                        |                        |                   |
| 164. | Expedition 32 EVA 2 US EVA-18 | Sunita Williams Akihiko Hoshide | 30 agosto 2012 12:16   | 30 agosto 2012 20:33   | 8 ore e 17 minuti |
| 164. | Expedition 32 EVA 2 US EVA-18 | Collegamento di cavi elettrici tra il segmento orbitale statunitense e il segmento orbitale russo in previsione dell'installazione del modulo Nauka. Rimozione di un Main Bus Switching Unit (MBSU) malfunzionante sul segmento S0. Gli MBSU sono componenti elettrici che distribuiscono l'elettricità lungo i canali di distribuzione della stazione. L'MBSU sostitutivo non è stato installato a causa di problemi riguardanti i bulloni di fissaggio. |                        |                        |                   |
| 165. | Expedition 32 EVA 3 US EVA-19 | Sunita Williams Akihiko Hoshide | 5 settembre 2012 11:06 | 5 settembre 2012 17:34 | 6 ore e 28 minuti |
| 165. | Expedition 32 EVA 3 US EVA-19 | Installazione del Main Bus Switching Unit (MBSU) che non era stato installato nella precedente attività extraveicolare. Sostituzione di una telecamera sul braccio robotico della stazione. |                        |                        |                   |
|      |                               | |                        |                        |                   |
| 166. | Expedition 33 EVA 1 US EVA-20 | Sunita Williams Akihiko Hoshide | 1 novembre 2012 12:29  | 1 novembre 2012 19:07  | 6 ore e 38 minuti |
| 166. | Expedition 33 EVA 1 US EVA-20 | Isolamento del circuito di raffreddamento del Photo Voltaic Thermal Control System (PVTCS), il sistema di controllo termico dei pannelli solari, del canale 2B sul segmento P6. Bypass del circuito e connessione ad un Thermal Control Radiator, un radiatore inutilizzato facente parte del vecchio sistema di controllo termico della stazione chiamato Early External Thermal Control System (EECTS). Queste operazioni si sono rese necessarie a causa di una perdita di ammoniaca. |                        |                        |                   |

## 2013
|      | Missione                      | Astronauti | Inizio (UTC)           | Fine (UTC)             | Durata            |  |
| 167. | Expedition 35 EVA 1* VKD-32   | Pavel Vinogradov Roman Romanenko | 19 aprile 2013 14:03   | 19 aprile 2013 20:41   | 6 ore e 38 minuti |  |
| 167. | Expedition 35 EVA 1* VKD-32   | Installazione dell'esperimento Obstanovka all'esterno del modulo Zvezda, per la misurazione dell'ambiente elettromagnetico nei pressi della stazione spaziale. Sostituzione di un retroriflettore malfunzionante utilizzato per le manovre di avvicinamento della navetta cargo ATV. Recupero dell'esperimento Biorisk, che studia l'effetto dello spazio sui microorganismi. Durante il recupero dell'esperimento Vinoslivost, dedicato allo studio degli effetti dello spazio su vari materiali, il contenitore contenente i campioni è sfuggito alla presa di Romanenko e si è perso nello spazio. |                        |                        |                   |  |
| 168. | Expedition 35 EVA 2 US EVA-21 | Thomas Marshburn Christopher Cassidy | 11 maggio 2013 12:44   | 11 maggio 2013 18:14   | 5 ore e 30 minuti |  |
| 168. | Expedition 35 EVA 2 US EVA-21 | Ispezione e sostituzione di un Pump Flow Control Subassembly, una pompa per il sistema di raffreddamento della stazione situata nel segmento P6, per risolvere una perdita di ammoniaca. |                        |                        |                   |  |
|      |                               | |                        |                        |                   |  |
| 169. | Expedition 36 EVA 1* VKD-33   | Fëdor Jurčichin Aleksandr Misurkin | 24 giugno 2013 13:32   | 24 giugno 2013 20:06   | 6 ore e 34 minuti |  |
| 169. | Expedition 36 EVA 1* VKD-33   | Sostituzione di un regolatore di flusso sul modulo Zvezda, test del sistema Kurs utilizzato per le fasi di avvicinamento e di attracco delle navette cargo, installazione dell'esperimento Indicator, ispezione del sistema isolante multistrato che protegge i moduli del segmento orbitale russo. |                        |                        |                   |  |
| 170. | Expedition 36 EVA 2 US EVA-22 | Christopher Cassidy Luca Parmitano | 9 luglio 2013 12:02    | 9 luglio 2013 18:09    | 6 ore e 7 minuti  |  |
| 170. | Expedition 36 EVA 2 US EVA-22 | Recupero dei materiali degli esperimenti MISSE-8 e Optical Reflector Materials Experiment III (ORMatE-III). Riprese fotografie dell'AMS-02. Installazione di due Radiator Grapple Bars, barre per lo spostamento dei radiatori della stazione per la loro riparazione o sostituzione. Installazione dei cavi elettrici per il futuro modulo russo Nauka, installazione di una copertura isolante multistrato per proteggere il PMA-2 sul modulo Harmony. Sostituzione di una Mobile Base Camera Light Pan-Tilt Assembly malfunzionante, una telecamera per monitorare le navette che giungono sulla stazione. Luca Parmitano diventa il primo astronauta italiano ad effettuare una attività extraveicolare. |                        |                        |                   |  |
| 171. | Expedition 36 EVA 3 US EVA-23 | Christopher Cassidy Luca Parmitano | 16 luglio 2013 11:57   | 16 luglio 2013 13:29   | 1 ora e 32 minuti |  |
| 171. | Expedition 36 EVA 3 US EVA-23 | Installazione di un bypass elettrico sul segmento Z1, installazione dei cavi dati il futuro modulo russo Nauka. L'attività extraveicolare è stata interrotta a causa della presenza di acqua nel casco di Parmitano. |                        |                        |                   |  |
| 172. | Expedition 36 EVA 4* VKD-34   | Fëdor Jurčichin Aleksandr Misurkin | 16 agosto 2013 14:36   | 16 agosto 2013 22:05   | 7 ore e 29 minuti |  |
| 172. | Expedition 36 EVA 4* VKD-34   | Installazione del cablaggio elettrico ed ethernet lungo il modulo Zarja che sarebbe stato connesso al modulo Nauka. Installazione dell'esperimento Vinoslivost all'esterno del modulo Poisk, per lo studio degli effetti dello spazio su diversi materiali. |                        |                        |                   |  |
| 173. | Expedition 36 EVA 5* VKD-35   | Fëdor Jurčichin Aleksandr Misurkin | 22 agosto 2013 11:34   | 22 agosto 2013 17:32   | 5 ore e 58 minuti |  |
| 173. | Expedition 36 EVA 5* VKD-35   | Rimozione dell'External Onboard Laser Communications System, un esperimento installato sul modulo Zvezda. A seguito del distacco della copertura di un'antenna, è stata compiuta una ispezione delle antenne impiegate per le fasi di attracco dell'Automated Transfer Vehicle, per verificare che le coperture siano fissate correttamente. |                        |                        |                   |  |
|      |                               | |                        |                        |                   |  |
| 174. | Expedition 37 EVA 1* VKD-36   | Oleg Kotov Sergej Rjazanskij | 9 novembre 2013 14:34  | 9 novembre 2013 20:24  | 5 ore e 50 minuti |  |
| 174. | Expedition 37 EVA 1* VKD-36   | Riprese fotografiche dei cosmonauti all'esterno della stazione con la torcia olimpica delle Olimpiadi invernali di Sochi, portata a bordo dalla missione Sojuz TMA-11M. Installazione di un fissaggio per i piedi e rimozione di un corrimano sul modulo Zvezda. Preparazione per l'installazione della piattaforma Urthecast per la futura installazione di una telecamera ad alta definizione. |                        |                        |                   |  |
|      |                               | |                        |                        |                   |  |
| 175. | Expedition 38 EVA 1 US EVA-24 | Richard Mastracchio Michael Hopkins | 21 dicembre 2013 12:01 | 21 dicembre 2013 17:29 | 5 ore e 28 minuti |  |
| 175. | Expedition 38 EVA 1 US EVA-24 | Rimozione di una pompa dal circuito di raffreddamento A (Loop A) dell'External Thermal Control System (ETCS), il sistema di controllo termico esterno della stazione. Disconnessione dei quattro tubi che portano l'ammoniaca alla pompa e delle connessioni elettriche. L'operazione si è resa necessaria a causa del malfunzionamento di una valvola chiamata Flow Control Valve (FCV) che regola la temperatura dell'ammoniaca, il fluido termovettore, nei circuiti di raffreddamento esterno. Il malfunzionamento ha causato un abbassamento eccessivo della temperatura nel circuito A. Il sistema di regolazione termico interno, chiamato Internal Thermal Control System (ITCS), utilizza come fluido l'acqua e cede calore al sistema ETCS tramite uno scambiatore di calore chiamato Interface Heat Exchanger (IFHX). Se il fluido dell'ETCS raggiunge una temperatura troppo bassa, c'è il rischio che l'acqua nelle tubazioni interne congeli, rompendole e danneggiando l'IFHX. Questo causerebbe la fuoriuscita di ammoniaca tossica all'interno della stazione. |                        |                        |                   |  |
| 176. | Expedition 38 EVA 2 US EVA-25 | Michael Hopkins Richard Mastracchio | 24 dicembre 2013 11:53 | 24 dicembre 2013 19:23 | 7 ore e 30 minuti |  |
| 176. | Expedition 38 EVA 2 US EVA-25 | Completamento della sostituzione della pompa per l'ammoniaca iniziata nella precedente attività extraveicolare. Recupero della pompa di ricambio dall'External Stowage Platform-3, installazione nel segmento S1 e connessione con il circuito di raffreddamento A dell'Active Thermal Control System. |                        |                        |                   |  |
| 177. | Expedition 38 EVA 3* VKD-37   | Oleg Kotov Sergej Rjazanskij | 27 dicembre 2013 13:00 | 27 dicembre 2013 21:07 | 8 ore e 7 minuti  |  |
| 177. | Expedition 38 EVA 3* VKD-37   | Installazione di due telecamere per l'osservazione della Terra all'esterno del modulo Zvezda, che tuttavia non hanno trasmesso i dati di telemetria. Per questo motivo sono state smontate e riportate a bordo della stazione per analizzare il malfuzionamento. Rimozione dell'equipaggiamento relativo all'esperimento Vsplesk, progettato per misurare i flussi di particelle ad alta energia e studiare la loro correlazione con i fenomeni geofisici. Installazione dell'equipaggiamento relativo all'esperimento Seismoprognoz, ideato per il monitoraggio dei terremoti, sul modulo modulo Zvezda. |                        |                        |                   |  |

## 2014
|      | Missione                      | Astronauti | Inizio (UTC)          | Fine (UTC)            | Durata            |
| 178. | Expedition 38 EVA 4* VKD-37a  | Oleg Kotov Sergej Rjazanskij | 27 gennaio 2014 14:00 | 27 gennaio 2014 20:08 | 6 ore e 8 minuti  |
| 178. | Expedition 38 EVA 4* VKD-37a  | Installazione di due telecamere per l'osservazione della Terra all'esterno del modulo Zvezda, una a media risoluzione e una ad alta risoluzione. Le telecamere erano state installate nella attività extraveicolare precedente, ma non hanno funzionato correttamente. Recupero di un esperimento installato sull'esterno del modulo Pirs. |                       |                       |                   |
|      |                               | |                       |                       |                   |
| 179. | Expedition 39 EVA 1 US EVA-26 | Richard Mastracchio Steven Swanson | 23 aprile 2014 13:56  | 23 aprile 2014 15:32  | 1 ora e 36 minuti |
| 179. | Expedition 39 EVA 1 US EVA-26 | Sostituizione di un Multiplexer/Demultiplexer (MDM) sul segmento S0. Il componente elettronico invia e riceve flussi di dati relativi a diversi sistemi di controllo della stazione. Il sistema è ridondante. |                       |                       |                   |
|      |                               | |                       |                       |                   |
| 180. | Expedition 40 EVA 1* VKD-38   | Aleksandr Skvorcov Oleg Artem'ev | 19 luglio 2014 14:10  | 19 luglio 2014 21:33  | 7 ore e 23 minuti |
| 180. | Expedition 40 EVA 1* VKD-38   | Installazione di una antenna sul segmento orbitale russo utilizzata per il sistema di controllo e telemetria. Spostamento di parte dell'equipaggiamento relativo all'esperimento Obstanovka, che ha lo scopo di studiare l'ambiente elettromagnetico attorno alla stazione spaziale. Verifica dell'installazione della Universal Work Platform (URM-D), dove sono state installate le telecamere nella precedente attività extraveicolare. |                       |                       |                   |
| 181. | Expedition 40 EVA 2* VKD-39   | Aleksandr Skvorcov Oleg Artem'ev | 18 agosto 2014 14:02  | 18 agosto 2014 19:13  | 5 ore e 11 minuti |
| 181. | Expedition 40 EVA 2* VKD-39   | Lancio di un cubesat, installazione degli esperimenti EXPOSE-R2 e Plume Impingement and Deposit Monitoring. EXPOSE-R2 è un esperimento per lo studio di materiali biologici e organismi estremofili esposti allo spazio e installato all'esterno del modulo Zvezda, mentre il Plume Impingement and Deposit Monitoring è installato sul modulo Poisk e ha lo scopo di raccogliere dati sulla composizione degli scarichi dei propulsori delle navette che attraccano alla stazione. Recupero degli esperimenti Vinoslivost e Biorisk. Vinoslivost è un esperimento russo, simile al MISSE della NASA, per lo studio degli effetti dello spazio su diversi materiali. Biorisk studia gli effetti dello spazio su microorganismi. Sostituzione di un modulo dell'esperimento SKK, anch'esso dedicato agli effetti dello spazio sui materiali. |                       |                       |                   |
|      |                               | |                       |                       |                   |
| 182. | Expedition 41 EVA 1 US EVA-27 | Gregory Wiseman Alexander Gerst | 7 ottobre 2014 12:30  | 7 ottobre 2014 18:43  | 6 ore e 13 minuti |
| 182. | Expedition 41 EVA 1 US EVA-27 | Spostamento di una pompa malfunzionante del sistema di raffreddamento nell'External Stowage Platform-2 (ESP-2). Il componente era stato sostituito durante una passeggiata spaziale a dicembre 2013. Sostituzione del sistema di illuminazione di una telecamera esterno chiamata External Television Camera Group (ETVCG) e installazione di un Mobile Transporter Relay Assembly (MTRA) nel segmento S0. L'MTRA è un componente che fornisce energia di riserva al Mobile Transporter, che trasporta i componenti del Mobile Servicing System, il sistema dei bracci robotici della stazione, lungo la struttura della stazione. |                       |                       |                   |
| 183. | Expedition 41 EVA 2 US EVA-28 | Gregory Wiseman Barry Wilmore | 15 ottobre 2014 12:16 | 15 ottobre 2014 18:50 | 6 ore e 34 minuti |
| 183. | Expedition 41 EVA 2 US EVA-28 | Sostituzione di un Sequential Shunt Unit (SSU) malfunzionante sul canale elettrico 3A del segmento S4. Gli SSU, collegati ai pannelli solari della stazione, hanno il compito di regolare la corrente elettrica prodotta dal pannello. L'operazione è stata compiuta durante i 30 minuti in cui i pannelli solari si trovano in ombra e non generano energia, per evitare rischi di danneggiamento ai componenti hardware e per gli astronauti. In preparazione al futuro spostamento del Permanent Multipurpose Module (PMM) dal portello di nadir del modulo Unity al portello anteriore del modulo Tranquility, spostamento di un Articulating Portable Foot Restraint (APFR), un fissaggio snodabile per i piedi, sul segmento S0 e di un Video Stanchion Support Assembly (VSSA), un'asta su cui può essere installata una telecamera, dal punto Camera Port-7 (CP-7) sul segmento P1 al CP-11 sul lato zenith del modulo Harmony. I Camera Port sono punti, esterni alla stazione, dove possono essere installate delle telecamere. Spostamento di un Wireless Video System External Transceiver Assembly (WETA) dal CP-8 al CP-11, e installazione di una External Television Camera Group (ETVCG), una telecamera controllabile da remoto al CP-8. |                       |                       |                   |
| 184. | Expedition 41 EVA 3* VKD-40   | Maksim Suraev Aleksandr Samokutjaev | 22 ottobre 2014 13:28 | 22 ottobre 2014 17:06 | 3 ore e 38 minuti |
| 184. | Expedition 41 EVA 3* VKD-40   | Rimozione dell'equipaggiamento relativo all'esperimento Radiometriya, installato sul modulo Zvezda, che è stato gettato dalla stazione. L'equipaggiamento che viene smaltito in questo modo rientra nell'atmosfera terrestre distruggendosi. Analogamente, sono state gettate anche due antenne non più utilizzate del sistema Kurs e installate sul modulo Poisk. Rimozione della copertura protettiva dell'esperimento EXPOSE-R, installato nella precedente attività extaveicolare VKD-39, raccolta di campioni di materiali tramite tamponi sulla superficie esterna del modulo Pirs per l'esperimento TEST. Riprese fotografiche della superficie esterna dei moduli russi. |                       |                       |                   |

## 2015
|      | Missione                      | Astronauti | Inizio (UTC)           | Fine (UTC)             | Durata            |
| 185. | Expedition 42 EVA 1 US EVA-29 | Barry Wilmore Terry Virts | 21 febbraio 2015 12:45 | 21 febbraio 2015 19:26 | 6 ore e 41 minuti |
| 185. | Expedition 42 EVA 1 US EVA-29 | Connessione dei cavi elettrici e dei dati sul modulo Harmony in preparazione all'installazione dell'International Docking Adapter sul Pressurized Mating Adapter 2. |                        |                        |                   |
| 186. | Expedition 42 EVA 2 US EVA-30 | Barry Wilmore Terry Virts | 25 febbraio 2015 11:51 | 25 febbraio 2015 18:34 | 6 ore e 43 minuti |
| 186. | Expedition 42 EVA 2 US EVA-30 | Completamento delle connessioni elettriche e dei dati sul modulo Harmony. Preparazione del modulo Tranquility per lo spostamento del Permanent Multipurpose Module e l'intallazione del Bigelow Expandable Activity Module. Lo spostamento del PMM dalla sua posizione originaria, dove era collegato al modulo Unity tramite il portello di nadir, al portello anteriore del modulo Tranquility. Questa operazione si è resa necessaria per poter rendere disponibile il portello del modulo Unity come portello di backup per l'aggancio delle navette cargo commerciali. Il portello primario per le navette cargo è il portello di nadir del modulo Harmony. Lubrificazione dell'effettore del braccio robotico SSRMS. |                        |                        |                   |
| 187. | Expedition 42 EVA 3 US EVA-31 | Terry Virts Barry Wilmore | 1 marzo 2015 11:52     | 1 marzo 2015 17:30     | 5 ore e 38 minuti |
| 187. | Expedition 42 EVA 3 US EVA-31 | Completamento della connessione dei cavi, l'installazione di una antenna e dei retroriflettori su entrambi i lati della stazione spaziale in preparazione dell'installazione del International Docking Adapter sui PMA-2 e 3. |                        |                        |                   |
|      |                               | |                        |                        |                   |
| 188. | Expedition 44 EVA 1* VKD-41   | Gennadij Padalka Michail Kornienko | 10 agosto 2015 14:20   | 10 agosto 2015 19:51   | 5 ore e 31 minuti |
| 188. | Expedition 44 EVA 1* VKD-41   | Installazione di corrimani all'esterno del modulo Zvezda per facilitare le operazioni durante le future passeggiate spaziali, pulizia dei finestrini del modulo Zvezda dai depositi lasciati dai propulsori delle navette, sostituzione di una antenna per l'attracco delle navette, riprese fotografie in diversi punti del modulo Zvezda e dei moduli vicini, recupero di un experimento scientifico installato all'esterno della stazione. |                        |                        |                   |
|      |                               | |                        |                        |                   |
| 189. | Expedition 45 EVA 1 US EVA-32 | Scott Kelly Kjell Lindgren | 28 ottobre 2015 12:03  | 28 ottobre 2015 19:19  | 7 ore e 16 minuti |
| 189. | Expedition 45 EVA 1 US EVA-32 | Installazione di una copertura di protezione termica sull'Alpha Magnetic Spectrometer, lubrificazione di uno degli effettori finali del braccio robotico SSRMS, inizio della connessione dei cavi elettrici e dati per le future installazioni di adattatori per l'attracco di navette con equipaggio. |                        |                        |                   |
| 190. | Expedition 45 EVA 2 US EVA-33 | Kjell Lindgren Scott Kelly | 6 novembre 2015 11:22  | 6 novembre 2015 19:10  | 7 ore e 48 minuti |
| 190. | Expedition 45 EVA 2 US EVA-33 | Ripristino della configurazione originaria del sistema di raffreddamento sul segmento P6, a seguito della riparazione di una perdita di ammoniaca effettuata nell'attività extraveicolare US EVA-20. |                        |                        |                   |
|      |                               | |                        |                        |                   |
| 191. | Expedition 46 EVA 1 US EVA-34 | Scott Kelly Timothy Kopra | 21 dicembre 2015 13:45 | 21 dicembre 2015 16:01 | 3 ore e 16 minuti |
| 191. | Expedition 46 EVA 1 US EVA-34 | Risoluzione di un problema riguardante il Crew Equipment Translation Aid (CETA) e il Mobile Transporter (MT). Quest'ultimo serve per trasportare i componenti del Mobile Servicing System, il sistema dei bracci robotici della stazione, lungo la struttura della stazione. Su questa struttura sono presenti dei binari su cui scorre l'MT. Il CETA è un carrello collegato al Mobile Transporter che aiuta gli astronauti durante le attività extraveicolari. Il problema ha riguardato il blocco dell'MT a causa di un freno manuale attivato per errore sul CETA, che viene spostato e bloccato manualmente dagli astronauti durante le attività extraveicolari. Connessione dei cavi ethernet tra il Pressurized Mating Adapter 3 e l'International Docking Adapter sul modulo Unity e sul Multipurpose Laboratory Module (MLM). |                        |                        |                   |

## 2016
|      | Missione                      | Astronauti | Inizio (UTC)           | Fine (UTC)             | Durata            |
| 192. | Expedition 46 EVA 2 US EVA-35 | Timothy Kopra Timothy Peake | 15 gennaio 2016 12:48  | 15 gennaio 2016 17:31  | 4 ore e 43 minuti |
| 192. | Expedition 46 EVA 2 US EVA-35 | Sostituzione di un Sequential Shunt Unit (SSU), un componente elettrico per la regolazione della tensione del pannello solare relativo al canale 1B del segmento P6. |                        |                        |                   |
| 193. | Expedition 46 EVA 3* VKD-42   | Jurij Malenčenko Sergej Volkov | 3 febbraio 2016 12:55  | 3 febbraio 2016 17:40  | 4 ore e 45 minuti |
| 193. | Expedition 46 EVA 3* VKD-42   | Raccolta di campioni di materiali tramite tamponi sulla superficie esterna della stazione spaziale per valutare gli effetti dei microorganismi sui materiali. Recupero dell'esperimento EXPOSE-R, che contiene diversi campioni di materiali esposti all'ambiente spaziale.                                                                            |                        |                        |                   |
|      |                               | |                        |                        |                   |
| 194. | Expedition 48 EVA 1 US EVA-36 | Jeffrey Williams Kathleen Rubins | 19 agosto 2016 13:04   | 19 agosto 2016 19:02   | 5 ore e 58 minuti |
| 194. | Expedition 48 EVA 1 US EVA-36 | Installazione di un International Docking Adapter (IDA-2) sul modulo Harmony. |                        |                        |                   |
| 195. | Expedition 48 EVA 2 US EVA-37 | Jeffrey Williams Kathleen Rubins | 1 settembre 2016 11:53 | 1 settembre 2016 17:41 | 6 ore e 48 minuti |
| 195. | Expedition 48 EVA 2 US EVA-37 | Rimozione e immagazzinamento di un radiatore sul segmento P6 appartenente al Trailing Thermal Control Radiator (TTCR), un sistema di controllo termico non più utilizzato perché sostituito dall'External Thermal Control System (ETCS). Installazione di una telecamera HD sul lato di nadir del segmento P1. Ispezione del Solar Alpha Rotary Joint. |                        |                        |                   |

## 2017
|      | Missione                      | Astronauti | Inizio (UTC)          | Fine (UTC)            | Durata             |
| 196. | Expedition 50 EVA 1 US EVA-38 | Shane Kimbrough Peggy Whitson | 6 gennaio 2017 11:23  | 6 gennaio 2017 17:55  | 6 ore e 32 minuti  |
| 196. | Expedition 50 EVA 1 US EVA-38 | Installazione di tre adattatori e i relativi collegamenti delle nuove batterie Li-ion del canale 3A del segmento S4. Ispezione dell'esperimento AMS-02, rimozione di una telecamera e installazione di un cavo ethernet. |                       |                       |                    |
| 197. | Expedition 50 EVA 2 US EVA-39 | Shane Kimbrough Thomas Pesquet | 13 gennaio 2017 11:22 | 13 gennaio 2017 17:20 | 5 ore e 58 minuti  |
| 197. | Expedition 50 EVA 2 US EVA-39 | Installazione di tre adattatori e i relativi collegamenti per le nuove batterie Li-ion del canale 1A del segmento S4. |                       |                       |                    |
| 198. | Expedition 50 EVA 3 US EVA-40 | Shane Kimbrough Thomas Pesquet | 24 marzo 2017 11:24   | 24 marzo 2017 17:58   | 6 ore e 34 minuti  |
| 198. | Expedition 50 EVA 3 US EVA-40 | Disconnessione del Pressurized Mating Adapter-3 (PMA-3) per essere successivamente spostato, tramite il braccio robotico, dal modulo Tranquility al modulo Harmony. Manutenzione dell'effettore finale del braccio robotico Special Purpose Dexterous Manipulator, ispezione della valvola di un radiatere e sostituzione delle telecamere situate all'esterno del modulo Kibo. |                       |                       |                    |
| 199. | Expedition 50 EVA 4 US EVA-41 | Shane Kimbrough Peggy Whitson | 30 marzo 2017 12:29   | 30 marzo 2017 19:33   | 7 ore e 4 minuti   |
| 199. | Expedition 50 EVA 4 US EVA-41 | Riconnessione del Pressurized Mating Adapter-3 (PMA-3) sul modulo Harmony. Installazione dei coperture di protezione sul Common Berthing Mechanism del modulo Tranquility da cui era stato rimosso il PMA-3. Installazione di protezioni per i micrometeoriti e i detriti spaziali sul PMA-3. |                       |                       |                    |
|      |                               | |                       |                       |                    |
| 200. | Expedition 51 EVA 1 US EVA-42 | Peggy Whitson Jack Fischer | 12 maggio 2017 13:08  | 12 maggio 2017 17:21  | 4 ore e 13 minuti  |
| 200. | Expedition 51 EVA 1 US EVA-42 | Sostituzione di un ExPRESS Pallet Controller Assembly (ExPCA), installazione di un connettore sull'Alpha Magnetic Spectrometer (AMS-02). Installazione di coperture di protezione sul Pressurized Mating Adapter-3 (PMA-3) |                       |                       |                    |
| 201. | Expedition 51 EVA 2 US EVA-43 | Peggy Whitson Jack Fischer | 23 maggio 2017 12:20  | 23 maggio 2017 15:06  | 2 ore e 46 minuti  |
| 201. | Expedition 51 EVA 2 US EVA-43 | Sostituzione di un Multiplexer-Demultiplexer (MDM) malfunzionante. L'MDM permette di controllare alcuni componenti esterni come il Thermal Radiator Rotary Joint (TRRJ) che orienta i radiatori esterni in modo che siano opposti alla posizione del Sole e il Solar Alpha Rotary Joint (SARJ), il giunto che ruota i pannelli solari della stazione in modo che siano orientati verso il Sole. La stazione spaziale possiede due MDM.                                                                                   |                       |                       |                    |
|      |                               | |                       |                       |                    |
| 202. | Expedition 52 EVA 1* VKD-43   | Fëdor Nikolaevič Jurčichin Sergej Rjazanskij | 17 agosto 2017 14:36  | 17 agosto 2017 22:10  | 7 ore e 34 minuti  |
| 202. | Expedition 52 EVA 1* VKD-43   | Recupero dell'equipaggiamento relativo a esperimenti scientifici installati all'esterno della stazione, lancio di 5 nanosatelliti. Installazione dell'esperimento Impakt per lo studio di come materiali e rivestimenti resistano all'ambiente spaziale, recupero dei materiali dell'esperimento Test e installazione dell'esperimento Expose.Preparazione del modulo Zvezda per il futuro arrivo del modulo Nauka. I cosmonauti hanno effettuato l'attività extraveicolare indossando le nuove tute spaziali Orlan-MKS. |                       |                       |                    |
|      |                               | |                       |                       |                    |
| 203. | Expedition 53 EVA 1 US EVA-44 | Randolph Bresnik Mark Vande Hei | 5 ottobre 2017 12:05  | 5 ottobre 2017 19:00  | 6 ore e 55 minuti  |
| 203. | Expedition 53 EVA 1 US EVA-44 | Sostituzione dell'effettore finale malfunzionante del braccio robotico della stazione, sostituzione delle coperture isolanti sulla External Stowage Platform 2. |                       |                       |                    |
| 204. | Expedition 53 EVA 2 US EVA-45 | Randolph Bresnik Mark Vande Hei | 10 ottobre 2017 12:56 | 10 ottobre 2017 19:22 | 6 ore e 26 minutes |
| 204. | Expedition 53 EVA 2 US EVA-45 | Completamento della sostituzione dell'effettore finale del braccio robotico della stazione spaziale e lubrificazione. Rimozione di una telecamera esterna della stazione. Manutenzione di un serbatoio ad alta pressione. |                       |                       |                    |
| 205. | Expedition 53 EVA 3 US EVA-46 | Randolph Bresnik Joseph Acaba | 20 ottobre 2017 12:47 | 20 ottobre 2017 19:36 | 6 ore e 49 minuti  |
| 205. | Expedition 53 EVA 3 US EVA-46 | Completamento delle attività sul braccio robotico della stazione che erano iniziate nelle attività extraveicolari precedenti, tra cui la sostituzione delle telecamera dell'effettore finale. Installazione di una nuova telecamera esterna CP13. |                       |                       |                    |

## 2018
|      | Missione                      | Astronauti | Inizio (UTC)           | Fine (UTC)             | Durata            |
| 206. | Expedition 54 EVA 1 US EVA-47 | Mark Vande Hei Scott Tingle | 23 gennaio 2018 11:49  | 23 gennaio 2018 19:13  | 7 ore e 24 minuti |
| 206. | Expedition 54 EVA 1 US EVA-47 | Sostituito il Latching End Effector (LEE-B) sul Canadarm2, posizionato il LEE difettoso su ESP-2, sostituita la fotocamera del LEE, sostituito un EVA Socket. |                        |                        |                   |
| 207. | Expedition 54 EVA 2* VKD-44   | Aleksandr Misurkin Anton Škaplerov | 2 febbraio 2018 15:34  | 2 febbraio 2018 23:47  | 8 ore e 13 minuti |
| 207. | Expedition 54 EVA 2* VKD-44   | Rimossa e sostituita una scatola elettronica per un'antenna di comunicazioni ad alto guadagno sul modulo di servizio Zvezda. |                        |                        |                   |
| 208. | Expedition 54 EVA 3 US EVA-48 | Mark Vande Hei Norishige Kanai | 16 febbraio 2018 12:00 | 16 febbraio 2018 17:57 | 5 ore e 57 minuti |
| 208. | Expedition 54 EVA 3 US EVA-48 | Completata la rimozione e sostituzione del Latching End Effector su Canadarm2, sostituita la fotocamera del LEE, installato Ground Strap sul Canadarm2, lubrificato il Canadarm2, spostata la Tool Platform su Dextre, regolati supporti sul Flex Hose Rotary Coupler. |                        |                        |                   |
|      |                               | |                        |                        |                   |
| 209. | Expedition 55 EVA 1 US EVA-49 | Andrew Feustel Richard Arnold | 29 marzo 2018 13:33    | 29 marzo 2018 19:43    | 6 ore e 10 minuti |
| 209. | Expedition 55 EVA 1 US EVA-49 | Installate due antenne WiFi sul Nodo 3 in preparazione per l'arrivo di ECOSTRESS su SpaceX CRS-15, rimossi gli attacchi dell'ammoniaca e ispezionati altri due in funzione sul Truss, sostituite fotocamere e luci usate per i filmati di NASA TV. |                        |                        |                   |
| 210. | Expedition 55 EVA 2 US EVA-50 | Andrew Feustel Richard Arnold | 16 maggio 2018 11:39   | 16 maggio 2018 18:10   | 6 ore e 31 minuti |
| 210. | Expedition 55 EVA 2 US EVA-50 | Trasferito un Pump Flow Control Subassembly difettoso su Dextre per stivarlo su ESP-1, sostituite fotocamera e luci utilizzate per le trasmissioni di NASA TV, sostituito Space to Ground Transceiver Controller. Get Ahead: installati dei corrimano sul Radiator Grapple Bars sul segmento S1, rimosse coperture termiche e isolanti da due Direct Current Switching Units su ESP-2, preparato Flex Hose Rotary Coupler su S1 per la sostituzione. L'EVA ha subito un lieve ritardo a causa di una perdita d'acqua che ha formato cristalli di ghiaccio all'interno dell'airlock. |                        |                        |                   |
|      |                               | |                        |                        |                   |
| 211. | Expedition 56 EVA 1 US EVA-51 | Andrew Feustel Richard Arnold | 14 giugno 2018 12:06   | 14 giugno 2018 18:55   | 6 ore e 49 minuti |
| 211. | Expedition 56 EVA 1 US EVA-51 | Installate nuove telecamere HD vicino all'IDA-2 all'estremità del modulo Harmony per fornire riprese migliori durante la fase finale di attracco delle navicelle con equipaggio Crew Dragon e CST-100 Starliner. Sostituito un gruppo di telecamere sul Truss starboard della Stazione utilizzata per le riprese di NASA TV e bloccato l'apertura dell'esperimento Cloud Aerosol Transport System (CATS) all'esterno del modulo giapponese Kibo in preparazione per la partenza di SpaceX CRS-15 e la sostituzione con il suo successore, ECOSTRESS. Get ahead: spostato un Adjustable grapple bar nel segmento S1 e messo in sicurezza il Flex Hose Rotary Coupler in preparazione per la sua sostituzione prevista per la prossima EVA. Durante l'EVA Feustel ha superato Jerry Ross, il suo collega dell'STS-125 John Grunsfeld, Fëdor Jurčichin e Peggy Whitson diventando terzo nella lista degli spacewalker per tempo complessivo durante le EVA. |                        |                        |                   |
| 212. | Expedition 56 EVA 2* VKD-45   | Oleg Artem'ev Sergej Prokop'ev | 15 agosto 2018 16:17   | 15 agosto 2018 00:03   | 7 ore e 46 minuti |
| 212. | Expedition 56 EVA 2* VKD-45   | Lanciati quattro cubesat, installato l'esperimento Icarus e recuperati degli esperimenti dai moduli Pirs e Poisk. |                        |                        |                   |
|      |                               | |                        |                        |                   |
| 213. | Expedition 57 EVA 1* VKD-45A  | Oleg Kononenko Sergej Prokop'ev | 11 dicembre 2018 15:59 | 11 dicembre 2018 23:44 | 7 ore e 45 minuti |
| 213. | Expedition 57 EVA 1* VKD-45A  | Analizzato e prelevato dei campioni dagli strati esterni della Sojuz MS-09 data la presenza di un foro che ha causato la depressurizzazione del 29 agosto 2018. I campioni sono tornati sulla Terra a bordo della stessa navicella pochi giorni dopo. |                        |                        |                   |

## 2019
|      | Missione                      | Astronauti | Inizio (UTC)           | Fine (UTC)             | Durata            |
| 214. | Expedition 59 EVA 1 US EVA-52 | Anne McClain Nick Hague | 22 marzo 2019 13:01    | 22 marzo 2019 19:40    | 6 ore e 39 minuti |
| 214. | Expedition 59 EVA 1 US EVA-52 | Installati gli adattatori-piastra A, B, C per le nuove batterie ioni litio sul canale di alimentazione 4A Integrated Equipment Assembly (IEA) in sostituzione di quelle vecchie nichel idrogeno. Get Aheads: posizionata la V-Guide Bag sul segmento S0, pulito il Common Berthing Mechanism (CBM) Foreign Object Debris (FOD) del boccaporto nadir del Nodo 1 e il fissaggio del Solar Array Blanket Box (SABB), e fotografato il Truss Jumper e la copertura termica dell'Airlock. Questa EVA doveva essere effettuata dall'astronauta europeo Alexander Gerst e da Hague durante l'Expedition 57 ma è stata rimandata a causa dell'interruzione del lancio della Sojuz MS-10. McClain è diventata la 13ª astronauta a svolgere un'EVA. |                        |                        |                   |
| 215. | Expedition 59 EVA 2 US EVA-53 | Nick Hague ChristinaKoch | 29 marzo 2019 11:42    | 29 marzo 2019 18:27    | 6 ore e 45 minuti |
| 215. | Expedition 59 EVA 2 US EVA-53 | Concluso il lavoro della precedente attività extraveicolare, installati gli ultimi tre adattatori-piastra sull'altro lato del Segmento P4, trasferito alcuni utensili e installato un Grapple bar sull'Flex Hose Rotary Coupler. Una delle batterie era difettosa ed è stata rimossa da Dextre. Dextre installerà anche un Battery Discharge Unit e l'unità guasta tornerà sulla Terra su SpaceX CRS-17. Fino a quando la batteria non verrà riparata il Segmento P4 utilizzerà le vecchie batterie lasciate sulla stazione come pezzi di ricambio. Get Ahead: installato il Gap Spanner e l'interruzione della coppia sulle batterie di P6 in preparazione della loro sostituzione durante l'Expedition 62. Questa passeggiata spaziale doveva essere svolta da Anne McClain e Christina Koch ma a causa di alcuni problemi con le dimensioni delle tute pronte all'uso, McClain ha ceduto il suo posto a Hague e svolgerà invece la prossima EVA con David Saint-Jacques. Koch è diventata la 14ª astronauta a svolgere un'EVA. |                        |                        |                   |
| 216. | Expedition 59 EVA 3 US EVA-54 | Anne McClain David Saint-Jacques | 8 aprile 2019 11:31    | 8 aprile 2019 18:00    | 6 ore e 29 minuti |
| 216. | Expedition 59 EVA 3 US EVA-54 | Passati dei cavi per fornire al Canadarm2 un'alimentazione elettrica ridondante, installati i primi elementi in vista dell'arrivo della nuova struttura esterna al laboratorio Columbus, rimosso un adattatore-piastra e reinstallato un vecchio set di batterie per sostituire una batteria non funzionante installata nell'EVA precedente. Saint-Jacques è diventato il 4º canadese a svolgere un'EVA. |                        |                        |                   |
| 217. | Expedition 59 EVA 4* VKD-46   | Oleg Kononenko Aleksej Ovčinin | 29 maggio 2019 15:42   | 29 maggio 2019 21:43   | 6 ore e 1 minuto  |
| 217. | Expedition 59 EVA 4* VKD-46   | Recuperati degli esperimenti scientifici fissati all'esterno del modulo Poisk, rimosso e espulso un esperimento sulle onde del plasma, riposizionato il Plume Measuring Unit, installati corrimani e pulite le finestre di Poisk. In onore dell'85º compleanno del primo cosmonauta a svolgere un'attività extraveicolare, Aleksej Leonov, i cosmonauti hanno portato nello spazio aperto una sua foto e abbellito le tute spaziali Orlan MKS con scritte di congratulazioni. La foto è stata consegnata a Leonov da Kononenko al suo ritorno sulla Terra avvenuto il 25 giugno 2019. |                        |                        |                   |
|      |                               | |                        |                        |                   |
| 218. | Expedition 60 EVA 1 US EVA-55 | Nick Hague Andrew Morgan | 21 agosto 2019 12:27   | 21 agosto 2019 18:59   | 6 ore e 32 minuti |
| 218. | Expedition 60 EVA 1 US EVA-55 | Agganciato l'IDA-3 alla Stazione, passando cavi elettrici e dati, e chiusi i ganci. Due giorni prima dell'EVA, i controllori di volo a Terra avevano utilizzato il Canadarm2 e Dextre per estrarre l'IDA-3 dal trunk della navicella cargo Dragon SpX-17 e posizionarlo vicino al Pressurized Mating Adapter-3 (PMA-3) situato nel boccaporto zenith del modulo Harmony del Segmento americano della ISS, in preparazione all'EVA. Get Ahead: passati dei cavi della rete internet wireless della Stazione. |                        |                        |                   |
|      |                               | |                        |                        |                   |
| 219. | Expedition 61 EVA 1 US EVA-56 | Christina Koch Andrew Morgan | 6 ottobre 2019 11:39   | 6 ottobre 2019 18:40   | 7 ore e 1 minuto  |
| 219. | Expedition 61 EVA 1 US EVA-56 | Rimosse due batterie Ni-H2 e installate una batteria Li-Ion e un adattatore piastra. Get ahead: rimossa una terza batteria Ni-H2 e installata una seconda batteria Li-Ion. Luca Parmitano era IV e Stephanie Wilson IV Ground. |                        |                        |                   |
| 220. | Expedition 61 EVA 2 US EVA-57 | Andrew Morgan Christina Koch | 11 ottobre 2019 11:38  | 11 ottobre 2019 18:23  | 6 ore e 45 minuti |
| 220. | Expedition 61 EVA 2 US EVA-57 | Rimozione di due batterie vecchie Ni-H2 e installati due adattatori piastra e una batteria nuova Li-Ion. Get Ahead: preparazione del sito di lavoro dell'EVA 5. IV: Jessica Meir; Operatore robotico: Luca Parmitano; Ground IV: Stephanie Wilson. |                        |                        |                   |
| 221. | Expedition 61 EVA 3 US EVA-58 | Christina Koch Jessica Meir | 18 ottobre 2019 11:38  | 18 ottobre 2019 18:55  | 7 ore e 17 minuti |
| 221. | Expedition 61 EVA 3 US EVA-58 | Sostituzione di un Battery Charge Discharge Unit (BCDU). Get Ahead: rimozione dei MLI di altri BCDU, installazione di hardware sul modulo Columbus a supporto dell'installazione futura della piattaforma esterna Bartolomeo e disconnessione di un cavo ethernet. Per le EVA precedenti erano stati spenti 3 dei 24 BCDU presenti a bordo della ISS; alla conclusione dell'EVA 2 erano stati riattivati ma uno dei tre non si è acceso. Il BCDU difettoso, portato sulla ISS nel 2000 dall'STS-97, tornerà sulla Terra a bordo di una delle prossime navicelle cargo Dragon, dove verrà riparato e poi rimandato sulla ISS. È stata la prima attività extraveicolare svolta da due donne in tutta la storia del volo spaziale umano. IV: Andrew Morgan; Operatore robotico: Luca Parmitano; Ground IV: Stephanie Wilson. |                        |                        |                   |
| 222. | Expedition 61 EVA 4 US EVA-59 | Luca Parmitano Andrew Morgan | 15 novembre 2019 11:39 | 15 novembre 2019 18:18 | 6 ore e 39 minuti |
| 222. | Expedition 61 EVA 4 US EVA-59 | Prima delle quattro EVA per riparare l'AMS. Rimozione ed espulsione della copertura anti-detriti, e installazione di tre corrimani intorno all'AMS. Get Ahaed: rimozione della copertura termica della trave di supporto degli otto tubi del vecchio sistema di raffreddamento, rimozione di alcune fascette, svitamento dei bulloni della trave di supporto e rimozione dei distanziatori tra i tubi. È stata la prima EVA che ha visto un astronauta europeo ricoprire la posizione EV1. IV: Christina Koch; Operatore robotico: Jessica Meir; IV Ground: Jeremy Hansen |                        |                        |                   |
| 223. | Expedition 61 EVA 5 US EVA-60 | Luca Parmitano Andrew Morgan | 22 novembre 2019 12:03 | 22 novembre 2019 18:35 | 6 ore e 33 minuti |
| 223. | Expedition 61 EVA 5 US EVA-60 | Seconda delle quattro EVA per riparare l'AMS. Collegati due nuovi cavi per l'installazione il dispositivo Mechanical Attachment Device (MAD), taglio degli otto tubi del sistema di raffreddamento in preparazione dell'installazione del nuovo sistema di raffreddamento, l'Upgrated Tracker Thermal Pump System (UTTPS), nell'EVA successiva. IV: Christina Koch; Operatore robotico: Jessica Meir; IV Ground: Jeremy Hansen |                        |                        |                   |
| 224. | Expedition 61 EVA 6 US EVA-61 | Luca Parmitano Andrew Morgan | 2 dicembre 2019 11:31  | 2 dicembre 2019 17:33  | 6 ore e 2 minuti  |
| 224. | Expedition 61 EVA 6 US EVA-61 | Terza delle quattro EVA per riparare l'AMS. Collegati i cavi di alimentazione e dati, eseguiti dei tagli puliti per gli otto tubi del sistema di raffreddamento già esistente e, con la tecnica della lavorazione dei metalli swaging, collegati al nuovo UTTPS. Get Ahaed: posizionata una copertura isolante sul lato nadir dell'AMS per sostituire la copertura isolante e la copertura anti-detriti rimosse durante la prima EVA di riparazione (US EVA 59). IV: Christina Koch; Operatore robotico: Jessica Meir; IV Ground: Jeremy Hansen |                        |                        |                   |

## 2020
|      | Missione                      | Astronauti | Inizio (UTC)           | Fine (UTC)             | Durata            |
| 225. | Expedition 61 EVA 7 US EVA-62 | Jessica Meir Christina Koch | 15 gennaio 2020 11:35  | 15 gennaio 2020 19:04  | 7 ore e 29 minuti |
| 225. | Expedition 61 EVA 7 US EVA-62 | Quarta EVA per la sostituzione delle batterie del canale 4B (Segmento P6) del sistema elettrico della ISS. Rimosse quattro batterie NiH e installate due batterie nuove Li-ion e una piastra-adattatore. All'inizio dell'EVA sono sorti dei problemi alla copertura del casco (dove sono installate le luci e le telecamere) di Koch. Houston ha quindi deciso di far riportare il casco all'airlock per non perderlo e di continuare le attività durante il periodo notturno con il solo ausilio delle luci della tuta di Meir. IV: Luca Parmitano; Operatore robotico: Andrew Morgan; IV Ground: Stephanie Wilson. |                        |                        |                   |
| 226. | Expedition 61 EVA 8 US EVA-63 | Jessica Meir Christina Koch | 20 gennaio 2020 11:35  | 20 gennaio 2020 18:33  | 6 ore e 58 minuti |
| 226. | Expedition 61 EVA 8 US EVA-63 | Quinta EVA per la sostituzione delle batterie del canale 4B (Segmento P6) del sistema elettrico della ISS. Rimosse due batterie NiH e installata una batteria Li-ion. Durante le cinque EVA usate per la manutenzione del sistema elettrico del Segmento P6 sono state sostituite 12 batterie NiH con 6 batterie Li-ion. Le vecchie batterie NiH sono state stoccate all'esterno della Stazione in attesa dell'arrivo della navicella cargo giapponese HTV-9 avvenuto nel maggio 2020. Alla conclusione di questa EVA, Koch, con 42 ore e 15 minuti all'esterno della Stazione, si è posizionata al terzo posto dietro Peggy Whitson e Sunita Williams per tempo complessivo in EVA per un'astronauta e 21º posto nella classifica generale. IV: Andrew Morgan; Operatore robotico:Luca Parmitano; IV Ground: Stephanie Wilson.                                                                    |                        |                        |                   |
| 227. | Expedition 61 EVA 9 US EVA-64 | Andrew Morgan Luca Parmitano | 25 gennaio 2020 12:04  | 25 gennaio 2020 18:20  | 6 ore e 16 minuti |
| 227. | Expedition 61 EVA 9 US EVA-64 | Quarta e ultima EVA di riparazione dell'AMS. Controllato che gli otto tubi tagliati nelle precedenti EVA dell'AMS non presentassero perdite; uno dei tubi presentava una perdita e ha avuto bisogno di essere stretto maggiormente. Attivata una valvola per permettere la pressurizzazione del sistema e quindi l'attivazione dell'AMS. I controlli eseguiti da terra nei giorni successivi hanno mostrato un corretto funzionamento dell'AMS, che dovrebbe funzionare fino alla vita operativa della ISS (al 2020 prevista per il 2024) senza ulteriori modifiche. Prima di rientrare sono stati sostituiti dei filtri delle lenti di due telecamere ad alta definizione. Questa è stata la nona EVA per l'Expedition 61, superando il record per numero di EVA svolte dall'equipaggio di una singola Expedition. IV: Christina Koch; Operatore robotico: Jessica Meir; IV Ground: Jeremy Hansen |                        |                        |                   |
|      |                               | |                        |                        |                   |
| 228. | Expedition 63 EVA 1 US EVA-65 | Christopher Cassidy Robert Behnken | 26 giugno 2020 11:32   | 26 giugno 2020 17:39   | 6 ore e 7 minuti  |
| 228. | Expedition 63 EVA 1 US EVA-65 | Aggiornato il sistema elettrico del Segmento S6: rimosse tre batterie Ni-H2, installare due batterie Li-Ion e una piastra-adattatore. Get ahead: rimozione di due ulteriori batterie Ni-H2 e installazione di un'altra piastra-adattatore. IV: Douglas Hurley e Ivan Vagner; Responsabile robotico: Douglas Hurley; IV Ground: Jasmin Moghbeli. |                        |                        |                   |
| 229. | Expedition 63 EVA 2 US EVA-66 | Christopher Cassidy Robert Behnken | 1º luglio 2020 11:13   | 1º luglio 2020 16:14   | 6 ore e 1 minuto  |
| 229. | Expedition 63 EVA 2 US EVA-66 | Aggiornato il sistema elettrico del Segmento S6: rimossa una batteria Ni-H2 e installate una batteria Li-Ion e una piastra-adattatore. Get ahead: allentati i bulloni delle batterie che sarebbero state rimosse nell'EVA 230 e installati dei cavi ethernet per un nuovo sistema di comunicazione. IV: Douglas Hurley e Ivan Vagner; Responsabile robotico: Douglas Hurley; IV Ground: Jasmin Moghbeli. |                        |                        |                   |
| 230. | Expedition 63 EVA 3 US EVA-67 | Robert Behnken Christopher Cassidy | 16 luglio 2020 11:10   | 16 luglio 2020 17:10   | 6 ore             |
| 230. | Expedition 63 EVA 3 US EVA-67 | Completato l'aggiornamento del sistema elettrico della ISS iniziato nel gennaio 2017: rimosse le ultime sei batterie Ni-H2 e installate tre nuove batterie Li-Ion e tre adattatori-piastra. IV: Douglas Hurley e Ivan Vagner; Responsabile robotico: Douglas Hurley; IV Ground: Joshua Kutryk. |                        |                        |                   |
| 231. | Expedition 63 EVA 4 US EVA-68 | Robert Behnken Christopher Cassidy | 21 luglio 2020 11:12   | 21 luglio 2020 16:41   | 5 ore e 29 minuti |
| 231. | Expedition 63 EVA 4 US EVA-68 | Installazione del dispositivo di protezione Robotic Tool Stowage (RiTS), compresi due Robotic External Leak Locator (RELL) usati per rilevare la presenza di perdite di ammoniaca del sistema di raffreddamento. Rimozione di due H-fixtures dei pannelli solari USOS e preparazione dell'esterno del modulo Tranquility, rimuovendo degli elementi protettivi del Common Berthing Mechanism, per l'arrivo dell'airlock commerciale Bishop di NanoRack e installati cavi ethernet. IV: Douglas Hurley e Ivan Vagner; IV Ground: Joshua Kutryk. |                        |                        |                   |
|      |                               | |                        |                        |                   |
| 232. | Expedition 64 EVA 1** VKD-47  | Sergej Ryžikov Sergej Kud'-Sverčkov | 18 novembre 2020 15:12 | 18 novembre 2020 22:00 | 6 ore e 48 minuti |
| 232. | Expedition 64 EVA 1** VKD-47  | Controllata la zona esterna dello scafo di Zvezda dove avrebbe potuto esserci la crepa che causa la perdita d'aria dal settembre 2019, recuperato l'esperimento Impakt e spostati alcuni dispositivi da Pirs agli altri moduli del Segmento russo. La sostituzione del regolatore del flusso e la pulizia delle finestre di Zvezda inizialmente pianificate vennero rimandate. Per la prima volta come airlock venne usato il modulo Poisk invece del solito modulo Pirs. |                        |                        |                   |

## 2021
|      | Missione                      | Astronauti | Inizio (UTC)            | Fine (UTC)              | Durata            |
| 233. | Expedition 64 EVA 2 US EVA-69 | Michael Hopkins Victor Glover | 27 gennaio 2021 11:28   | 27 gennaio 2021 18:24   | 6 ore e 56 minuti |
| 233. | Expedition 64 EVA 2 US EVA-69 | Installati dei cavi e delle antenne per rendere operativa la piattaforma Bartolomeo all'esterno del modulo Columbus dell'ESA. Configurato un terminale in banda Ka, il COL-Ka, che permetterà di avere un collegamento di comunicazione indipendente a grande larghezza di banda con le stazioni terrestri europee. Avendo riscontrato dei problemi, vennero collegati solo due dei sei cavi che avrebbero reso completamente operativa la piattaforma, gli altri verranno installati in una EVA futura. Venne rimossa una copertura ad un Grapple Fixture sulla parte sinistra del Truss in preparazione per futuri miglioramenti del sistema elettrico. IV Groud: Andreas Mogensen. |                         |                         |                   |
| 234. | Expedition 64 EVA 3 US EVA-70 | Michael Hopkins Victor Glover | 1º febbraio 2021 12:56  | 1º febbraio 2021 18:16  | 5 ore e 20 minuti |
| 234. | Expedition 64 EVA 3 US EVA-70 | Completamento della sostituzione delle batterie del segmento P4. Una nuova batteria litio-ioni del segmento P4, precedentemente installata a marzo 2019 ha avuto un malfunzionamento, ed è stata temporaneamente sostituita con una vecchia batteria NiH2. In questa EVA è stata sostituita la vecchia batteria con una nuova batteria al litio, portata sulla stazione con la missione SpaceX CRS-19 e stivata temporaneamente nella External Stowage Platform-3. Spostamento di una piastra adattatore sull'Integrated Electronics Assembly 4A e collegamento con la nuova batteria al litio. La piastra adattatore serve per adattare una singola batteria nuova nell'alloggiamento dove erano presenti due batterie vecchie. Attività di preparazione per la successiva installazione dei nuovi pannelli solari iROSA. Sostituzione di una telecamera esterna malfunzionante nella Camera Port 3, sul segmento S1, e installazione di una telecamera ad alta definizione nel modulo Destiny. Sostituzione di una telecamera situata sul braccio robotico del laboratorio Kibo (JEM RMS). |                         |                         |                   |
| 235. | Expedition 64 EVA 4 US EVA-71 | Kathleen Rubins Victor Glover | 28 febbraio 2021 11:13  | 28 febbraio 2021 18:16  | 7 ore e 4 minuti  |
| 235. | Expedition 64 EVA 4 US EVA-71 | Prima attività extraveicolare per l'installazione dei nuovi pannelli solari iROSA. Installazione della modifica al Mast Canister Assembly della coppia 2B dei pannelli solari del segmento P6. Il Mast Canister Assembly è la base di supporto dei pannelli solari, che deve essere modificata per l'installazione dei nuovi pannelli iROSA. Inizio dell'installazione della modifica per i nuovi pannelli nella seconda coppia 4B del segmento P6. |                         |                         |                   |
| 236. | Expedition 64 EVA 5 US EVA-72 | Kathleen Rubins Soichi Noguchi | 5 marzo 2021 11:37      | 5 marzo 2021 18:33      | 6 ore e 56 minuti |
| 236. | Expedition 64 EVA 5 US EVA-72 | Seconda attività extraveicolare per l'installazione dei nuovi pannelli solari iROSA. Conclusione della modifica al Mast Canister Assembly, la base di supporto dei pannelli solari, della coppia 2B del segmento P6, iniziata nella attività extraveicolare precedente. La modifica permette l'installazione dei nuovi pannelli solari iROSA. Inizio delle modifiche analoghe sulla coppia 4B del segmento P6. Le attività sul segmento P6 hanno richiesto più tempo del previsto, e le attività secondarie sono state rimandate alla successiva attività extraveicolare. |                         |                         |                   |
| 237. | Expedition 64 EVA 6 US EVA-73 | Michael Hopkins Victor Glover | 13 marzo 2021 13:14     | 13 marzo 2021 20:21     | 6 ore e 47 minuti |
| 237. | Expedition 64 EVA 6 US EVA-73 | Svuotamento di due Early Ammonia Servicer (EAS), tubi contenenti ammoniaca e immagazzinamento nel segmento P6 e nei pressi dell'airlock Quest.Manutenzione all'esterno del modulo Columbus dei connettori delle linee elettriche che alimentano la piattaforma esterna Bartolomeo. Sostituzione di un cavo di una antenna relativa al progetto Amateur Radio on the International Space Station (ARISS) e installazione di cavi ethernet nel segmento P1 per la futura installazione di telecamere esterne ad alta definizione. Sostituzione di un Wireless Wxternal Transceiver Assembly (WETA), una antenna per la ricezione delle immagini riprese dagli elmetti degli astronauti, malfunzionante. Installazione di un anello di rinforzo sulla copertura termica del portello esterno del airlock Quest. |                         |                         |                   |
|      |                               | |                         |                         |                   |
| 238. | Expedition 65 EVA 1** VKD-48  | Oleg Novickij Pëtr Dubrov | 2 giugno 2021 05:53     | 2 giugno 2021 13:12     | 7 ore e 19 minuti |
| 238. | Expedition 65 EVA 1** VKD-48  | Seconda attività extraveicolare per la rimozione del modulo Pirs, che è stato sostituito dal modulo Nauka. Spostamento della gru "Strela" dal modulo Pirs al modulo Poisk. Le gru, a braccio telescopico servono per spostare i cosmonauti o i componenti all'esterno del segmento orbitale Russo. Disconnessione dei cavi relativi al sistema Kurs per il rendez vous della navette. I cavi sono stati connessi temporaneamente al modulo Zvezda. Con quest'ultimo compito si sono concluse le attività per la disattivazione del modulo Pirs, che è stato successivamente agganciato alla navetta Progress MS-16 per essere rimosso dalla stazione spaziale e distrutto assieme ad essa nel rientro atmosferico il 26 luglio. Tra le altre attività è stato rimosso di un regolatore di flusso malfunzionante sul modulo Zarya che è stato stivato in un contenitore pressurizzato e lanciato per essere distrutto nell'ingresso atmosferico. Questo tipo di smaltimento viene effettuato per componenti troppo grandi o troppo pericolosi per essere smaltiti con delle navette. Installazione di due esperimenti all'esterno del modulo Poisk. |                         |                         |                   |
| 239. | Expedition 65 EVA 2 EVA US-74 | Thomas Pesquet Shane Kimbrough | 16 giugno 2021 12:11    | 16 giugno 2021 19:26    | 7 ore e 15 minuti |
| 239. | Expedition 65 EVA 2 EVA US-74 | Prima attività extraveicolare dedicata all'installazione dei nuovi pannelli solari iROSA. Rimozione del primo pannello dal Flight Support Equipment (FSE), il contenitore dove erano stivati. L'FSE è stato precedentemente estratto dal vano di carico della navetta Dragon tramite il braccio robotico della stazione.Installazione del primo pannello sul supporto, preparato dalle precedenti attività extraveicolari, presente sulla coppia dei pannelli 2B del segmento P6. Le attività sono state rallentate a causa di un momentaneo arresto dei sistemi di raffreddamento e rimozione della CO2 della tuta di Kimbrough, che lo hanno costretto a rientrare temporaneamente sull'airlock Quest per riavviare i sistemi della tuta spaziale. Dopo il riavvio, le attività sono proseguite regolarmente. Se l'operazione non avesse avuto successo, si sarebbe dovuta interrompere la passeggiata spaziale. L'inconveniente è stato causato da un sensore malfunzionante e non ha causato situazioni di pericolo per l'astronauta. La connessione del pannello iROSA al sistema elettrico 2B non è stata completata per mancanza di tempo. Le attività degli astronauti sono state coadiuvate da Megan McArthur, che ha comandato il braccio robotico della stazione spaziale. |                         |                         |                   |
| 240. | Expedition 65 EVA 3 EVA US-75 | Thomas Pesquet Shane Kimbrough | 20 giugno 2021 11:42    | 20 giugno 2021 18:10    | 6 ore e 28 minuti |
| 240. | Expedition 65 EVA 3 EVA US-75 | Seconda attività extraveicolare per l'installazione dei pannelli iROSA. Completamento dell'installazione del nuovo pannello solare sulla coppia di pannelli 2B del segmento P6 e connessione del pannello iROSA al sistemi elettrico della stazione. Preparazione all'installazione del secondo pannello iROSA, attività prevista per la successiva attività extraveicolare. |                         |                         |                   |
| 241. | Expedition 65 EVA 4 EVA US-76 | Thomas Pesquet Shane Kimbrough | 25 giugno 2021 11:52    | 25 giugno 2021 18:37    | 6 ore e 45 minuti |
| 241. | Expedition 65 EVA 4 EVA US-76 | Terza attività extraveicolare per l'installazione dei pannelli iROSA. Rimozione del secondo pannello dal Flight Support Equipment (FSE), il contenitore dove erano stivati. L'FSE è stato precedentemente estratto dal vano di carico della navetta Dragon tramite il braccio robotico della stazione. Installazione del secondo pannello iROSA sul supporto, preparato dalle precedenti attività extraveicolari, presente sulla coppia dei pannelli 4B del segmento P6. |                         |                         |                   |
| 242. | Expedition 65 EVA 5** VKD-49  | Oleg Novickij Pëtr Dubrov | 3 settembre 2021 14:41  | 3 settembre 2021 22:35  | 7 ore e 54 minuti |
| 242. | Expedition 65 EVA 5** VKD-49  | Prima attività extraveicolare per l'integrazione del modulo Nauka con la stazione. Connessione dei sistemi elettrici e della rete ethernet del modulo Nauka con quelli del modulo Zarya. Installazione di corrimano esterni al modulo per il supporto alle future attività extraveicolari. |                         |                         |                   |
| 243. | Expedition 65 EVA 6** VKD-50  | Oleg Novickij Pëtr Dubrov | 9 settembre 2021 14:51  | 9 settembre 2021 22:16  | 7 ore e 25 minuti |
| 243. | Expedition 65 EVA 6** VKD-50  | Seconda attività extraveicolare per l'integrazione del modulo Nauka con la stazione. Completamento delle connessioni dei sistemi elettrici e dati del modulo Nauka con il modulo Zezda. Installazione di quattro corrimano esterni per il supporto alle future attività extraveicolari. |                         |                         |                   |
| 244. | Expedition 65 EVA 7 US EVA-77 | Akihiko Hoshide Thomas Pesquet | 12 settembre 2021 12:15 | 12 settembre 2021 19:09 | 6 ore e 54 minuti |
| 244. | Expedition 65 EVA 7 US EVA-77 | Terza attività extraveicolare per l'installazione dei pannelli iROSA. Installazione della modifica al Mast Canister Assembly della coppia 4A dei pannelli solari del segmento P4. Il Mast Canister Assembly è la base di supporto dei pannelli solari, che deve essere modificata per l'installazione dei nuovi pannelli iROSA. Sostituzione di un Floating Potential Measurement Unit (FPMU) situato sul segmento P1. I FPMU misurano la carica elettrica che si crea sui pannelli solari e sulla superficie della stazione spaziale. |                         |                         |                   |
|      |                               | |                         |                         |                   |
| 245. | Expedition 66 EVA 1 US EVA-78 | Tom Marshburn Kayla Barron | 2 dicembre 2021 11:15   | 2 dicembre 2021 17:47   | 6 ore e 32 minuti |
| 245. | Expedition 66 EVA 1 US EVA-78 | Sostituzione di una antenna S-Band Antenna Subassembly (SASA) malfunzionante nel segmento P1 con una antenna di ricambio contenuta nell'ExPRESS Logistics Carrier-3 sul segmento P3. Il sistema di comunicazione tra i sistemi della stazione e i centri di controllo utilizza due antenne a banda S, una situata nel segmento S1 e una nel segmento P1. |                         |                         |                   |

## 2022
|      | Missione                      | Astronauti | Inizio (UTC)           | Fine (UTC)             | Durata            |
| 246. | Expedition 66 EVA 2** VKD-51  | Anton Shkaplerov Pëtr Dubrov | 19 gennaio 2022 12:17  | 19 gennaio 2022 19:28  | 7 ore e 11 minuti |
| 246. | Expedition 66 EVA 2** VKD-51  | Attività extraveicolare per l'integrazione del modulo Prichal con la stazione, che è stato agganciato il 24 novembre. Installazione di corrimano in supporto alle future attività extraveicolari. Installazione dei cavi e antenne del sistema Kurs di rendez vous automatico delle navette. Spostamento di una telecamera sul modulo Prichal per il monitoraggio dell'attracco delle navette. La telecamera era installata precedentemente sul modulo Nauka per monitorare l'aggancio del modulo Prichal. Rimozione di tre antenne utilizzate per l'aggancio del modulo e non più necessarie.                |                        |                        |                   |
| 247. | Expedition 66 EVA 3 US EVA-79 | Kayla Barron Raja Chari | 15 marzo 2022 12:12    | 15 marzo 2022 19:06    | 6 ore e 54 minuti |
| 247. | Expedition 66 EVA 3 US EVA-79 | Quarta attività extraveicolare per l'installazione dei pannelli iROSA. Installazione della modifica al Mast Canister Assembly della coppia 3A dei pannelli solari del segmento S4. Il Mast Canister Assembly è la base di supporto dei pannelli solari, che deve essere modificata per l'installazione dei nuovi pannelli iROSA. |                        |                        |                   |
| 248. | Expedition 66 EVA 4 US EVA-80 | Raja Chari Matthias Maurer | 23 marzo 2022 12:32    | 23 marzo 2022 19:26    | 6 ore e 54 minuti |
| 248. | Expedition 66 EVA 4 US EVA-80 | Installazione di due tubi per un Radiator Beam Valve Module (RBVM). L'ammoniaca è il fluido termovettore per il sistema di controllo termico della stazione. Gli RBVM gestiscono il flusso di ammoniaca da e verso i radiatori esterni, monitorando la pressione e la temperatura. Connessione di un cavo per l'energia elettrica e un cavo per la connessione dati sulla piattaforma esterna Bartolomeo. Sostituzione di una telecamera esterna sul Camera Port 8, situato sul segmento P1. |                        |                        |                   |
|      |                               | |                        |                        |                   |
| 249. | Expedition 67 EVA 1** VKD-52  | Oleg Artemyev Denis Matveev | 18 aprile 2022 13:01   | 18 aprile 2022 21:37   | 6 ore e 37 minuti |
| 249. | Expedition 67 EVA 1** VKD-52  | Prima attività extraveicolare per l'installazione dello European Robotic Arm (ERA). Installazione dell'EVA Man-Machine Interface (EMMI), un pannello di controllo esterno per l'ERA. Rimozione delle coperture protettive dell'ERA. Installazione di corrimano sul modulo Nauka in supporto alle future attività estraveicolari. |                        |                        |                   |
| 250. | Expedition 67 EVA 2** VKD-53  | Oleg Artemyev Denis Matveev | 28 aprile 2022 14:58   | 28 aprile 2022 22:40   | 7 ore e 42 minuti |
| 250. | Expedition 67 EVA 2** VKD-53  | Seconda attività extraveicolare per l'installazione dello European Robotic Arm (ERA). Rimozione delle coperture termiche dal braccio robotico e rimozione degli agganci che assicuravano il braccio robotico durante il lancio. Monitoraggio dei primi movimenti del braccio robotico, comandato da Sergey Korsakov. Spostamento del braccio robotico dal lato di poppa al lato di prua del modulo Nauka. |                        |                        |                   |
| 251. | Expedition 67 EVA 3** VKD-EKA | Oleg Artemyev Samantha Cristoforetti | 21 luglio 2022 14:50   | 21 luglio 2022 21:55   | 7 ore e 5 minuti  |
| 251. | Expedition 67 EVA 3** VKD-EKA | Terza attività extraveicolare per l'installazione dello European Robotic Arm (ERA). Installati due adattatori per il braccio robotico ERA sul modulo Nauka. Effettuata la manutenzione della protezione della telecamera del braccio robotico. Riconfigurato il pannello esterno EVA Man-Machine Interface (EMMI). Installate delle coperture termiche sul modulo Nauka. Lancio di 10 nanosatelliti. |                        |                        |                   |
| 252. | Expedition 67 EVA 4** VKD-54  | Oleg Artemyev Denis Matveev | 17 agosto 2022 13:53   | 17 agosto 2022 17:54   | 4 ore e 1 minuto  |
| 252. | Expedition 67 EVA 4** VKD-54  | Quarta attività extraveicolare per l'installazione dello European Robotic Arm (ERA). Installazione di una telecamera su una estremità del braccio robotico ERA. Durante l'installazione della seconda telecamera sull'altra estremità del braccio robotico si è verificata una fluttuazione della tensione elettrica della tuta spaziale di Artemyev. Per sicurezza, il cosmonauta è stato fatto rientrare nel modulo Poisk, e non ha corso pericoli. Dopo aver valutato la situazione, i controllori di missione russi hanno deciso di terminare l'attività extraveicolare, facendo rientrare anche Matveev. |                        |                        |                   |
| 253. | Expedition 67 EVA 5** VKD-54A | Oleg Artemyev Denis Matveev | 2 settembre 2022 13:25 | 2 settembre 2022 21:12 | 7 ore e 47 minuti |
| 253. | Expedition 67 EVA 5** VKD-54A | Completamento dei compiti non portati a termine durante la precedente attività extraveicolare. Verifica delle funzionalità del braccio robotico tramite l'External Man Machine Interface (EMMI), un pannello di controllo esterno. |                        |                        |                   |
|      |                               | |                        |                        |                   |
| 254. | Expedition 68 EVA 1 US EVA-81 | Josh Cassada Francisco Rubio | 15 novembre 2022 14:14 | 15 novembre 2022 21:25 | 7 ore e 11 minuti |
| 254. | Expedition 68 EVA 1 US EVA-81 | Installazione del supporto sul canale 1B del segmento S6 per la successiva installazione del pannello solare iROSA. |                        |                        |                   |
| 255. | Expedition 68 EVA 2** VKD-55  | Sergej Prokop'ev Dmitrij Petelin | 17 novembre 2022 14:39 | 17 novembre 2022 21:07 | 6 ore e 28 minuti |
| 255. | Expedition 68 EVA 2** VKD-55  | Installazione di un grapple fixture su un airlock immagazzinato all'esterno del modulo Rassvet per essere agganciato con lo European Robotic Arm e installato nel modulo Nauka. Preparazione di un radiatore, anch'esso immagazzinato sul modulo Rassvet per essere successivamente installato sul modulo Nauka. |                        |                        |                   |
| 256. | Expedition 68 EVA 3 US EVA-82 | Josh Cassada Francisco Rubio | 3 dicembre 2022 12:16  | 3 dicembre 2022 19:21  | 7 ore e 5 minuti  |
| 256. | Expedition 68 EVA 3 US EVA-82 | Installazione del pannello iRosa sul canale 3A sul segmento S4 e connessione al sistema elettrico della stazione. Preparazione del canale 4A sul segmento P4 per l'installazione del pannello iRosa durante la successiva passeggiata spaziale e installazione dei cavi. |                        |                        |                   |
| 257. | Expedition 68 EVA 4 US EVA-83 | Josh Cassada Francisco Rubio | 22 dicembre 2022 13:19 | 22 dicembre 2022 20:27 | 7 ore e 8 minuti  |
| 257. | Expedition 68 EVA 4 US EVA-83 | Installazione del pannello iRosa sul canale 4A sul segmento P4 e connessione del pannello al sistema elettrico della stazione. |                        |                        |                   |

## 2023
|      | Missione                      | Astronauti | Inizio (UTC)          | Fine (UTC)            | Durata            |
| 258. | Expedition 68 EVA 5 US EVA-84 | Koichi Wakata Nicole Mann | 20 gennaio 2023 13:14 | 20 gennaio 2023 20:35 | 7 ore e 21 minuti |
| 258. | Expedition 68 EVA 5 US EVA-84 | Installazione del supporto sul canale 1A del segmento S4 per la futura installazione del pannello solare iROSA. Gli ultimi due pannelli solari iROSA sono stati trasportati nella missione SpaceX CRS-28. |                       |                       |                   |
| 259. | Expedition 68 EVA 6 US EVA-85 | Nicole Mann Koichi Wakata | 2 febbraio 2023 12:45 | 2 febbraio 2023 19:26 | 6 ore e 41 minuti |
| 259. | Expedition 68 EVA 6 US EVA-85 | Termine dell'installazione del supporto sul canale 1A del segmento S4 relativo al pannello solare iROSA trasportato sulla stazione dalla missione SpaceX CRS-28. Ultima attività extraveicolare della expedition a causa del danneggiamento della navetta Sojuz MS-22, che ha causato la cancellazione di tutte le attività extraveicolari russe. |                       |                       |                   |
|      |                               | |                       |                       |                   |
| 260. | Expedition 69 EVA 1** VKD-56  | Sergej Prokop'ev Dmitrij Petelin | 19 aprile 2023 01:40  | 19 aprile 2023 09:35  | 7 ore e 55 minuti |
| 260. | Expedition 69 EVA 1** VKD-56  | Nona attività extraveicolare dedicata al modulo Nauka. Spostamento di un radiatore dal modulo Rassvet al modulo Nauka tramite lo European Robotic Arm, comandato dal cosmonauta Andrej Fedjaev. Installazione di un adattatore al braccio robotico in previsione della successiva attività extraveicolare, installazione dei cavi e dei connettori al radiatore. |                       |                       |                   |
| 261. | Expedition 69 EVA 2 US EVA-86 | Stephen Bowen Sultan Al Neyadi | 28 aprile 2023 13:11  | 28 aprile 2023 20:12  | 7 ore e 1 minuto  |
| 261. | Expedition 69 EVA 2 US EVA-86 | Installazione dei cablaggi e delle coperture per la successiva installazione dei pannelli solari iROSA sul canale 1B del segmento S6. Recupero di una unità Space to Ground Antenna (SASA), un'antenna in banda S dalla External Stowage Platform 2 per essere riportata a Terra. Il componente era stato stivato sull'ESP-2 a seguito di un malfunzionamento. Sultan Al Neyadi è stato il primo astronauta emiratino e il primo di un paese arabo ad effettuare una attività extraveicolare. |                       |                       |                   |
| 262. | Expedition 69 EVA 3** VKD-57  | Sergej Prokop'ev Dmitrij Petelin | 3 maggio 2023 20:00   | 4 maggio 2023 03:11   | 7 ore e 11 minuti |
| 262. | Expedition 69 EVA 3** VKD-57  | Decima attività extraveicolare dedicata al modulo Nauka. Installazione sul modulo Nauka dell'airlock, tramite lo European Robotic Arm, comandato da Fedyaev. Completamento delle connessioni elettriche tra il nuovo airlock e il modulo. Espulsione di componenti non più utilizzati ed esperimenti conclusi. |                       |                       |                   |
| 263. | Expedition 69 EVA 4** VKD-58  | Sergej Prokop'ev Dmitrij Petelin | 12 maggio 2023 15:47  | 12 maggio 2023 23:01  | 5 ore e 14 minuti |
| 263. | Expedition 69 EVA 4** VKD-58  | Undicesima ed ultima attività extraveicolare dedicata al modulo Nauka. Completamento dell'installazione del radiatore. Installazione dei collegamento per l'ammoniaca e per l'azoto al segmento russo e dei collegamenti elettrici e meccanici. Il radiatore è stato successivamente riempito con il liquido termovettore. Installazione di corrimano sul modulo Prichal in supporto alle future attività.                                                                                    |                       |                       |                   |
| 264. | Expedition 69 EVA 5 US EVA-87 | Stephen Bowen Warren Hoburg | 9 giugno 2023 13:15   | 9 giugno 2023 19:18   | 6 ore e 3 minuti  |
| 264. | Expedition 69 EVA 5 US EVA-87 | Installazione del pannello fotovoltaico iROSA sul canale 1A del segmento S4. |                       |                       |                   |
| 265. | Expedition 69 EVA 6 US EVA-88 | Stephen Bowen Warren Hoburg | 15 giugno 2023 12:42  | 15 giugno 2023 18:17  | 5 ore e 35 minuti |
| 265. | Expedition 69 EVA 6 US EVA-88 | Installazione dell'ultimo pannello fotovoltaico iROSA sul canale 1B sul segmento S6. |                       |                       |                   |
| 266. | Expedition 69 EVA 7** VKD-59  | Sergej Prokop'ev Dmitrij Petelin | 22 giugno 2023 14:24  | 22 giugno 2023 20:48  | 6 ore e 24 minuti |
| 266. | Expedition 69 EVA 7** VKD-59  | Espulsione di equipaggiamento, tra cui l'antenna dell'esperimento Seismoprognoz, un'antenna per un sistema di trasmissione dati ad alta velocità. Installazione di un nuovo sistema di trasmissione dati e del cablaggio ethernet. Recupero di un esperimento scientifico Biorisk dal modulo Zvezda. Ispezione fotografica della parte esterna del modulo, tra cui i propulsori. Riposizionamento del Plume Measurement Unit.                                                                 |                       |                       |                   |
| 267. | Expedition 69 EVA 8** VKD-60  | Sergej Prokop'ev Dmitrij Petelin | 9 agosto 2023 14:44   | 9 agosto 2023 21:19   | 6 ore e 35 minuti |
| 267. | Expedition 69 EVA 8** VKD-60  | Dodicesima ed ultima attività extraveicolare per la preparazione dello European Robotic Arm (ERA). Installazione della Portable Work Station (ПРМ) sul braccio robotico. Installazione di tre protezioni anti detriti sul modulo Rassvet. |                       |                       |                   |
|      |                               | |                       |                       |                   |
| 268. | Expedition 70 EVA 1** VKD-61  | Oleg Kononenko Nikolaj Čub | 25 ottobre 2023 17:49 | 26 ottobre 2023 01:30 | 7 ore e 41 minuti |
| 268. | Expedition 70 EVA 1** VKD-61  | Installazione dell'esperimento Napor-miniRSA, un radar ad apertura sintetica sul modulo Nauka. Lancio del nanosatellite Parus-MGTU. Isolamento dei tubi per il refrigerante del radiatore RTOd sul modulo Nauka, che l'8 ottobre aveva avuto una perdita. |                       |                       |                   |
| 269. | Expedition 70 EVA 2 US EVA-89 | Jasmin Moghbeli Loral O'Hara | 1 novembre 2023 12:05 | 1 novembre 2023 18:47 | 6 ore 42 minuti   |
| 269. | Expedition 70 EVA 2 US EVA-89 | Sostituzione di uno dei dodici cuscinetti (Trundle Bearing Assembly) del Solar Alpha Rotary Joint (SARJ), il sistema che ruota i pannelli solari della stazione in modo che restino puntati verso il Sole. Il recupero di una S-Band Antenna Subassembly (SASA), un'antenna in banda S stivata temporaneamente su una External Stowage Platform (ESP) è stato rinviato ad una attività extraveicolare successiva.                                                                             |                       |                       |                   |

## 2024
|      | Missione                      | Astronauti | Inizio (UTC)         | Fine (UTC)           | Durata            |
| 270. | Expedition 71 EVA 1** VKD-62  | Oleg Kononenko Nikolaj Čub | 25 aprile 2024 14:57 | 25 aprile 2024 19:33 | 4 ore e 36 minuti |
| 270. | Expedition 71 EVA 1** VKD-62  | Installazione del primo componente del radar ad apertura sintetica Rakurs che fa parte dell'esperimento Napor-miniRSA situato all'esterno del modulo Nauka. L'installazione era iniziata nell'attività extraveicolare VKD-61 ad ottobre 2023. Installazione degli esperimenti Perspektiva-KM e Kvartz-M sull'esterno del modulo Poisk, e riprese fotografiche del segmento orbitale russo. Installazione di due dispositivi per il rilevamento della corrosione delle superfici esterne. |                      |                      |                   |
| 271. | Expedition 71 EVA 2 US EVA-90 | Tracy Caldwell Dyson Michael Reed Barratt | 24 giugno 2024 12:46 | 24 giugno 2024 13:17 | 0 ore e 31 minuti |
| 271. | Expedition 71 EVA 2 US EVA-90 | L'attività extraveicolare, che era inizialmente prevista per il 13 giugno, è stata rimandata al 24 giugno per un problema non specificato con una tuta spaziale. All'inizio della attività extraveicolare, mentre gli astronauti si trovavano ancora all'interno dell'airlock, si è verificata una perdita di acqua per la refrigerazione della tuta di Tracy Dyson. La perdita è stata individuata nel componente chiamato Servicing and Cooling Umbilical (SCU), una connessione tra la tuta spaziale e i sistemi della stazione spaziale che fornisce alla tuta acqua per il circuito refrigerante, alimentazione e ossigeno durante la fase di preparazione per la passeggiata spaziale. I controllori di missione hanno quindi deciso di annullare l'attività. I due astronauti non sono mai stati in una situazione di pericolo. |                      |                      |                   |